# コメディーお江戸でござる
『コメディーお江戸でござる』（コメディーおえどでござる）は、1995年3月30日から2004年3月18日にNHK総合テレビジョン・NHKデジタル衛星ハイビジョンで放送されていた、江戸時代の江戸を舞台とし、町人の生活をコミカルに描いた喜劇を中心に据えたバラエティ番組。全387回。

## 概要
この番組が出来るきっかけとなったのは、江戸時代と現代の不思議な共通性や意外性に着目したことで、その江戸の面白さを十分に伝えるために、「公開コメディー」形式を採用されることになったが、NHK内では「公開コメディー」の制作ノウハウが失われつつあったため、スタッフは伊東四朗に持ちかけ、快諾。さらに、『お笑いオンステージ』を手掛けていた滝大作に協力を依頼してスタートしたいきさつがある。
放送開始に先駆け、NHK総合テレビジョンで1994年8月2日・12月17日にパイロット版が放送されたが、どちらも「コメディー（1994年8月2日の題材は町火消し・1994年12月17日の題材はかんざし）」とそれを補完する講座の2本柱だったため、歌のコーナーは無かった。
伊東は明確な喜劇論を持っていて、番組スタッフと徹底的に討論を重ねて番組を練り上げていったが、その伊東は「『お笑いオンステージ』は三波（伸介）という“上”がいて、私はわき役だったので楽でしたが、今回は座長として番組の中心にいるので苦労していますよ。全体を見渡さなければなりませんから。」と苦労を語っている。
番組開始当初は、視聴率1桁台と苦戦していたが、1996年以降は、視聴率2桁台を維持する様になり、同年4月には視聴率17%を記録した（関東地区、ビデオリサーチ調べ）。
1996年12月31日の第47回NHK紅白歌合戦には伊東のほか野川由美子、重田千穂子、桜金造、魁三太郎のレギュラー出演者5名が応援ゲストとして登場した。
しかし、この時期伊東はNHKに「次の世代につなげていきたい」という理由で、1998年3月限りでの番組降板を申し入れた。しかし、NHK側はこれを受け入れず交渉は難航。伊東の降板の意思を覆せないと判断したNHKは最終的に出演期間の1年延長（当初は1年-2年間の契約だった）を要求した上で降板を了承、伊東もこれを受け入れ、出演を1年延長し1999年3月限りで降板した。
そこからスタッフの模索が始まり、当初はゲストを主軸に据えるなどの試行錯誤があったが、結局は第1回から出演していた桜金造や、番組初期に加わった重田千穂子、えなりかずき、それに、魁三太郎らのチームワークが功を奏し、「誰も中心に据えない」群像劇という番組の魅力に行き着いた。
番組終了後にリニューアルされ、同じ放送枠で『コメディー道中でござる』として1年間、2005年4月からは土曜特集内で不定期に2006年3月まで放送された。
放送当日に放送された『今日の番組から』（朝6時・8時台に放送）・『今夜の番組から』（昼間に放送）では、必ず当番組が紹介された。映像とアナウンサーのナレーションによるストーリー紹介の後、その回の出演者が集合し、座長が「お江戸でござるは、午後8時からでござる」と言って締めるのが恒例となっていた。なお、公開録画の回のみ、出演者の集合・座長の締めはなかった。
当時行われていたアナログ方式のハイビジョン実用化試験放送でも放送されていたため、番組はレギュラー第1回から最終回までの全ての回がSD/HD両対応で撮影され、MUSE方式のアナログハイビジョンで収録されている。
2024年現在、DVDなどのソフト化やネット配信等は一切行われていないが、NHK番組公開ライブラリーなどの施設にて番組映像が一般公開されている。（詳しくは後述の#映像の一般公開を参照。）

## 番組構成
演劇、女性歌手による演歌、「杉浦日向子のおもしろ江戸ばなし」の3部構成となっている。
演劇一座の舞台公演の形式をとっているため、スタジオセットは芝居小屋を再現していた。また、それぞれのコーナーの間にはアイキャッチを入れるようなことは無く、舞台の幕の上げ下ろしでコーナーの区切りをつけた。
当番組の収録は「東洋一の広さ」とも言われていた渋谷のNHK放送センター内にあるCT-101スタジオで行われた。
撮影は一発撮りの公開録画形式だったが、消防法との兼ね合いから一般観覧者は募集していなかった（出演者のファンクラブ限定で、観客役という形で観覧者を募集することもあった）。しかし観覧を希望する声が多くなったことから、年に数回「特集 コメディーお江戸でござる」と銘打ちNHKホールなどで一般観覧者を入れて公開録画を行った。また、多くの有志を募り、地方公演が実現したこともある。
エンディングの最後に次回予告がついていたが、1997年7月10日放送分にて終了した。
- 演劇

上述の通り、江戸の町人の暮らしをコミカルに描いた喜劇である。武士が出てくることは少なく、また、出てきたとしても主役は町人・商人であり、舞台も商家や長屋が主であった。
伊東はご隠居や商家の主人役で役名には「徳兵衛」「徳之進」など必ず「徳」の字が付き、えなりは利発な子供・少年や商家の丁稚や手代役など、ある程度お決まりの役割があった。
場面転換の際は舞台を暗転していたが、あえて役者や黒子によるセット・書き割りの移動が見えるようにしていた。この時、番組テーマ曲がBGMとして流れるが、寂しげな場面ではアレンジを変えたもの、慌ただしい場面では全く別の曲が使用されていた。
番組内ではそれぞれの場面を「第○景」と称し、セットの入れ替え中にテロップ表示していた。概ね4〜5景までで構成されていたが、稀に6景までに及ぶ回も存在した。
- 歌謡コーナー

演劇にも出演した女性演歌歌手が、自身の持ち歌を披露する。レギュラー・準レギュラー歌手は、番組のオリジナル曲も披露した。
必ず舞台下手に設けられた花道から登場し、前奏の間に舞台へ移動する。
舞台後ろの幕には、放送時期の季節に合わせた「今月の花」（「今月の草木」となっていた時期もある）が描かれていた。
- 杉浦日向子のおもしろ江戸ばなし

江戸風俗研究家の杉浦日向子が、演劇に出てきた場所や職業、物や流行など、江戸の町人文化を紹介するコーナー。進行はその時の座長格の出演者が務めた。
コーナーの冒頭には、まず、座長が「今日のお芝居に間違いはありましたでしょうか」と杉浦に評価を求める。そして、杉浦が笑顔で演劇コーナーの考証の誤りを指摘したり、逆に良かった点（特に小物や演者の言葉遣い）を褒めたりする。番組初期には間違いが多く指摘されたが、滝大作が脚色を担当するようになってからは、それもほとんど無くなった。この杉浦の指摘はともすると「江戸マニアの粗探し」とも受け取れそうだが、様々な制約から事実とは異なっている時代劇や舞台における江戸の情景が一般に事実と誤認されつつある傾向への警鐘でもあり、視聴者が江戸の世界をより深く楽しむための教養度の高いコーナーだった。
後に番組の冒頭（オープニングが始まる前）で杉浦が芝居の間違いの数・評価点の数を指摘する部分のみが先行して放送され、視聴者にも劇中のどの部分がそれに該当するのかを考えながら見てもらう配慮が取り入れられた。

## 出演者
レギュラーと女性演歌歌手、数名のゲスト俳優が出演。

### レギュラー出演者
- 伊東四朗[6] (パイロット版〜第176回) - 番組開始より事実上の座長として出演。「番組が軌道に乗ったら降板したい」という思いがあったため、1999年3月で途中降板。大尽・商家の主人・大番頭・武士・大家・隠居・棟梁役など。
- えなりかずき (第27回〜第306回) - 1995年10月からレギュラー参加。伊東降板後の座長格であったが、2002年4月で途中降板。賢い利発な小僧・丁稚役が多かったが、中期以降は小僧役から外れた。
- 前田吟 (第307回〜最終回) - えなり降板後の第307回からレギュラー参加。伊東の担当していた役が多い。
- 桜金造 (パイロット版〜最終回) - 出演者で唯一、番組開始から終了までの約10年間、レギュラーとして参加。えなり降板後の座長格。与太郎役など。役名は主に「金太」で、他の役名でも『金』がつくことが多い。
- 栗田貫一 (パイロット版〜第8回) - パイロット版・初期のみ。若旦那役・大工役など。
- 重田千穂子 (第6回〜最終回) - 1995年5月からレギュラー参加。年増・年寄り役など。役名は主に「お重」。
- 魁三太郎 (第14回〜最終回) - 1995年7月からレギュラー参加。番頭・侍・大工役など苦労人が多い。役名は主に「三次」で他の役名でも主に『三』の字がつく。
- 杉浦日向子 (パイロット版〜第385回) - おもしろ江戸ばなし担当。体調の問題から、最終回とその前の回のみ石川英輔が代理出演。

### 準レギュラー出演者

#### 俳優
下記のいずれか1人もしくはゲスト俳優が必ず出演し、女房役を担当した。
- 由紀さおり - 女性演歌歌手が出演しない回には、代わりに歌を担当していた。
- 野川由美子
- 松金よね子
- 竹下景子
- 浅茅陽子[5]

#### 子役
後期から参加。番組終了後、次番組『コメディー道中でござる』にも準レギュラーとして出演した。
- 篠田拓馬 - 2001年より参加。少年役。
- 宮崎瑶希 - 2002年より参加。少女役。

#### 女性演歌歌手
若い娘役で出演することが多い。歌謡コーナーで歌も歌う。
- 坂本冬美
- 香西かおり
- 伍代夏子
- 藤あや子
- 長山洋子
- 石原詢子 - 娘役以外にもヤクザ役や小坊主役などもあった。
- 瀬川瑛子 - 途中降板
- 田川寿美 - 途中降板
- 林あさ美 - 後期から途中参加

#### エキストラ
主に初期に参加。町人などに扮して登場する。
- 東京芝居倶楽部 - 芝居内で効果音として流れる物売りの掛け声なども担当している。
- 東京放送児童劇団
- 若駒プロ

## 放送リスト
参考資料：週刊TVガイド、NHKウイークリーステラ、朝日新聞、NHKクロニクル、テレビ視聴率月報（関東地区）

### 1994年（パイロット版）
メインメンバー：伊東四朗、桜金造、栗田貫一
| 回 | 放送日   | サブタイトル     | テーマ   | 作       | 演出            | ゲスト                               | 備考                         |
| -- | -------- | ---------------- | -------- | -------- | --------------- | ------------------------------------ | ---------------------------- |
| 1  | 8月2日   | (なし)           | 町火消し | 大平昌秀 | 佐戸実 飯塚英寿 | 山瀬まみ、浅利香津代、出光元、見栄晴 | 放送ライブラリーにて視聴可能 |
| 2  | 12月17日 | 師走かんざし騒動 | かんざし |          |                 | 矢崎滋、五十嵐めぐみ、坂本冬美       |                              |

### 1995年
メインメンバー：伊東四朗、桜金造、栗田貫一(第8回まで)、重田千穂子（第6回から）、魁三太郎（第14回から）、えなりかずき（第27回から）
- 赤字は年間最高視聴率、青字は年間最低視聴率を示す。

| 回 | 放送日   | サブタイトル                     | テーマ         | 作         | 演出     | ゲスト（準レギュラー含む）                                                         | 備考                                                                   | 視聴率 |
| -- | -------- | -------------------------------- | -------------- | ---------- | -------- | ---------------------------------------------------------------------------------- | ---------------------------------------------------------------------- | ------ |
| 1  | 3月30日  | 花より談合 今も昔もかわら版      | 瓦版           | 井上頌一   | 吉田豊久 | 石原良純、岡本信人、山下啓介、由紀さおり、伍代夏子                                 | 放送ライブラリーにて視聴可能                                           | 7.8%   |
| 2  | 4月6日   | 紙は天下の回り物                 | 紙くず買い     | 井上頌一   | 吉田豊久 | 小松政夫、中本賢、香西かおり、野川由美子、藤田治美                                 |                                                                        | 5.7%   |
| 3  | 4月13日  | 親しき仲にも質草あり             | 質草           | 海老原靖芳 | 吉田豊久 | 山田吾一、車だん吉、長山洋子、重田千穂子、野川由美子                               | NHK番組公開ライブラリーにて視聴可能 重田千穂子はゲストとしてテスト出演 | 10.5%  |
| 4  | 4月20日  | 人情にまさる良薬なし             | 商家・後継ぎ   | 廣岡豊     | 吉田豊久 | 松尾貴史、山部薫、田村円、香西かおり、野川由美子                                   |                                                                        | 5.9%   |
| 5  | 4月27日  | 目には青葉 山ほととぎす 人は見栄 | 大工・初鰹     | 井上頌一   | 吉田豊久 | 山田吾一、本間仁、坂本冬美、由紀さおり                                             |                                                                        | 9.2%   |
| 6  | 5月11日  | 世は情け 無尽のくじ引き          | 無尽講         | 大平昌秀   | 吉田豊久 | 高橋元太郎、螢雪次朗、出光元、久保田健太郎、伍代夏子、由紀さおり                   | 重田千穂子がレギュラーに加入                                           | 8.4%   |
| 7  | 5月18日  | 武士も食わねば行き倒れ           | 町医者         | 清水東     | 吉田豊久 | 細川俊之、藤あや子、野川由美子                                                     |                                                                        | 9.0%   |
| 8  | 5月25日  | はやらぬ宿には福来たる           | ベストセラー   | 大平昌秀   | 吉田豊久 | 矢崎滋、山下啓介、久保田健太郎、坂本冬美、由紀さおり                               | この回をもって栗田貫一が降板                                           | 8.8%   |
| 9  | 6月1日   | 情けは恋の為ならず               | 受験・学費     | 廣岡豊     | 吉田豊久 | 伊東貴明、車だん吉、出光元、城後光義、坂本冬美、野川由美子                         |                                                                        | 8.5%   |
| 10 | 6月8日   | なまりは江戸の約束手形           | 地方出身者     | 廣岡豊     | 吉田豊久 | 坂上二郎、車だん吉、田口浩正、城後光義、福森加織、石尾吉達、香西かおり、由紀さおり | 桜金造は欠場                                                           | 7.0%   |
| 11 | 6月15日  | 番付よければすべてよし           | 料理番付       | 廣岡豊     | 吉田豊久 | 村野武範、小松政夫、はせさん治、島崎和歌子、山部カオル、長山洋子、野川由美子       |                                                                        | 7.1%   |
| 12 | 6月22日  | 簪も口ほどに物を言う             | 職人芸         | 清水東     | 吉田豊久 | 伊東貴明、藤あや子、由紀さおり                                                     |                                                                        | 7.6%   |
| 13 | 6月29日  | 研いで気に入る日本刀             | 日本刀         | 海老原靖芳 | 吉田豊久 | せんだみつお、小松政夫、長山洋子、由紀さおり                                       |                                                                        | 12.0%  |
| 14 | 7月13日  | 名物にうまい団子あり             | 団子・献上品   | 清水東     | 吉田豊久 | 北村和夫、伊藤貴明、長山洋子、由紀さおり                                           | 魁三太郎がレギュラーに加入                                             | 12.7%  |
| 15 | 7月20日  | 泣き面にケチ                     | 油             | 海老原靖芳 | 吉田豊久 | 細川俊之、坂本冬美、野川由美子                                                     |                                                                        | 8.3%   |
| 16 | 7月27日  | 恋と花火は江戸の華               | 花火           | 清水東     | 吉田豊久 | 奈美悦子、山田吾一、石原良純、松本友里、藤あや子、野川由美子                       |                                                                        | 8.3%   |
| 17 | 8月3日   | 恐れ入谷の朝顔侍                 | 朝顔・道楽     | 海老原靖芳 | 吉田豊久 | 原田大二郎、太川陽介、坂本冬美、野川由美子                                         |                                                                        | 9.3%   |
| 18 | 8月24日  | 前門の先妻・後門の後妻           | 結婚・離婚     | 海老原靖芳 | 吉田豊久 | 坂上二郎、山田吾一、細川俊之、坂本冬美、由紀さおり、野川由美子                     | 15分の拡大スペシャル                                                   | 9.7%   |
| 19 | 8月31日  | とらぬ相撲の皮算用               | 相撲           | 清水東     | 吉田豊久 | 渡辺徹、山部カオル、香西かおり、由紀さおり                                         |                                                                        | 8.9%   |
| 20 | 9月7日   | 時は鐘なり                       | 時間・鐘撞     | 海老原靖芳 | 吉田豊久 | 三浦浩一、東貴博、伍代夏子、野川由美子                                             |                                                                        | 9.5%   |
| 21 | 9月14日  | 駕籠屋の魂百まで                 | 高齢者・駕籠   | 海老原靖芳 | 吉田豊久 | 谷幹一、人見明、関敬六、平凡太郎、長山洋子、野川由美子                             |                                                                        | 11.4%  |
| 22 | 9月21日  | 心中は洒落本よりも奇なり         | 洒落本         | 海老原靖芳 | 吉田豊久 | 熊倉一雄、香西かおり、野川由美子                                                   |                                                                        | 8.4%   |
| 23 | 9月28日  | 祭りの山車も酒しだい             | 神田祭・山車   | 廣岡豊     | 鈴木克道 | 三浦浩一、出光元、伍代夏子、由紀さおり                                             |                                                                        | 11.1%  |
| 24 | 10月5日  | ニセ薬口に苦し                   | 薬・物売り     | 清水東     |          | 車だん吉、えなりかずき、長山洋子、由紀さおり                                       | えなりかずきはゲストとしてテスト出演                                   | 15.3%  |
| 25 | 10月12日 | 先んずれば井戸を制す             | 井戸・考古学者 | 廣岡豊     | 吉田豊久 | 犬塚弘、車だん吉、山部カオル、伍代夏子、由紀さおり                                 |                                                                        | 13.9%  |
| 26 | 10月19日 | 待てば海路の木戸番小屋           | 木戸番         | 海老原靖芳 |          | 谷幹一、藤田弓子、出光元、車だん吉、伊東貴明、藤あや子                             |                                                                        | 13.4%  |
| 27 | 10月26日 | 娘義太夫評判記                   | 義太夫         | 清水東     | 鈴木克道 | 車だん吉、竹本綾一、瀬川瑛子、由紀さおり                                           | えなりかずきがレギュラーに加入                                         | 9.0%   |
| 28 | 11月2日  | 売れぬ日記の皮算用               | 日記・勤番武士 | 廣岡豊     | 吉田豊久 | 矢崎滋、人見明、車だん吉、伍代夏子、由紀さおり                                     |                                                                        | 10.0%  |
| 29 | 11月9日  | 錠前は一日にしてあかず           | 錠前           | 廣岡豊     |          | 小野寺昭、山田吾一、島崎和歌子、由紀さおり                                         |                                                                        | 12.8%  |
| 30 | 11月16日 | ならぬ堪忍 するが職人            | 職人・資源     | 海老原靖芳 |          | 坂上二郎、伊東貴明、西田ひかる、野川由美子                                         |                                                                        | 12.6%  |
| 31 | 11月30日 | 案ずるより駆け込み寺             | 縁切寺         | 海老原靖芳 |          | 倉石功、坂本冬美、由紀さおり、野川由美子                                           |                                                                        | 10.3%  |
| 32 | 12月7日  | つけ馬転じて福となす             | 吉原           | 清水東     |          | 由利徹、出光元、藤あや子、由紀さおり                                               |                                                                        | 12.2%  |
| 33 | 12月14日 | あてはずれ忠臣蔵                 | 忠臣蔵         | 廣岡豊     |          | 有馬稲子、宮川一朗太、山本昌平、坂本冬美                                           |                                                                        | 11.1%  |
| 34 | 12月21日 | 晦日の沙汰も借金次第             | 借金           | 海老原靖芳 |          | 朝丘雪路、山本吾一、太川陽介、伍代夏子                                             |                                                                        | 10.8%  |

（視聴率は関東地区・ビデオリサーチ社調べ）

### 1996年
メインメンバー：伊東四朗、桜金造、重田千穂子、魁三太郎、えなりかずき
- 赤字は年間最高視聴率、青字は年間最低視聴率を示す。

| 回 | 放送日   | サブタイトル                   | テーマ       | 作                      | 演出     | ゲスト（準レギュラー含む）                                               | 備考 | 視聴率 |
| -- | -------- | ------------------------------ | ------------ | ----------------------- | -------- | ------------------------------------------------------------------------ | --- | ------ |
| 35 | 1月11日  | 火消しは一代 絵は末代          | 火消・正月   | 廣岡豊                  |          | 草笛光子、北村和夫、細川俊之、山田吾一、宮川一朗太、長山洋子、由紀さおり | 10分の拡大スペシャル                                                                                       | 13.1%  |
| 36 | 1月18日  | 骨折り損のくたびれ指南         | 花魁の生活   | 海老原靖芳              |          | 熊倉一雄、宮川一朗太、坂本冬美、由紀さおり                               | | 10.8%  |
| 37 | 1月25日  | 可愛い子には奉公させよ         | 奉公         | 海老原靖芳              |          | 岡本信人、出光元、香西かおり、由紀さおり                                 | | 12.5%  |
| 38 | 2月1日   | 犬の居ぬ間に洗濯               | 生類憐みの令 | 清水東                  |          | 高橋英樹、奈美悦子、三浦浩一、出光元、藤あや子                           | NHK番組公開ライブラリーにて視聴可能                                                                        | 15.6%  |
| 39 | 2月8日   | 人情噺に嘘はなし               | 寄席         | 廣岡豊                  |          | 尾藤イサオ、出光元、山部カオル、長山洋子、由紀さおり                     | | 13.3%  |
| 40 | 2月15日  | 親はなくとも損料屋             | レンタル業   | 海老原靖芳              |          | 坂本冬美、野川由美子                                                     | | 15.8%  |
| 41 | 2月22日  | 梅の木は残った                 | 梅見         | 清水東                  |          | 目黒祐樹、川野太郎、出光元、藤あや子、由紀さおり                         | | 12.3%  |
| 42 | 2月29日  | 雛人形奪いあうも他生の縁       | 雛人形       | 廣岡豊                  |          | 小野寺昭、由紀さおり                                                     | | 12.7%  |
| 43 | 3月7日   | 便りがあるのも良し悪し         | 郵便         | 海老原靖芳              |          | 江藤潤、車だん吉、坂本冬美、由紀さおり                                   | | 14.7%  |
| 44 | 3月14日  | 岡っ引き世にはばかる           | 軽犯罪       | 海老原靖芳              |          | 坂上二郎、藤あや子、野川由美子                                           | | 12.2%  |
| 45 | 3月28日  | 女形百まで恩を忘れず           | 化粧         | 海老原靖芳              |          | 池畑慎之介、山本昌平、伊東貴明、山部カオル、出光元、由紀さおり           | 10分の拡大スペシャル                                                                                       | 11.9%  |
| 46 | 4月4日   | 初物食いの銭失い               | 初物         | 廣岡豊                  |          | 三浦浩一、車だん吉、坂本冬美、野川由美子                                 | この回より放送時間が45分に変更                                                                             | 13.5%  |
| 47 | 4月11日  | 井の中の侍 江戸を知らず        | 参勤交代     | 海老原靖芳              |          | 坂上二郎、出光元、松本友里、瀬川瑛子、野川由美子                         | | 12.3%  |
| 48 | 4月18日  | 嫁姑と端午の節句               | 端午の節句   | 海老原靖芳              |          | ケーシー高峰、奈美悦子、由紀さおり                                       | | 17.0%  |
| 49 | 4月25日  | 隠居は寝て待て                 | 家督相続     | 清水東                  | 鈴木克道 | 南野陽子、人見明、小松美枝子、由紀さおり                                 | | 11.7%  |
| 50 | 5月2日   | 博打も泣かずば打たれまい       | 博打         | 清水東                  |          | 石井愃一、三浦浩一、山本昌平、瀬川瑛子、野川由美子                       | | 11.8%  |
| 51 | 5月9日   | 義理と人情と江戸紫             | 流行色       | 廣岡豊                  |          | 大和田伸也、車だん吉、田川寿美、野川由美子                               | | 14.3%  |
| 52 | 5月16日  | 潮干狩りは三文の得             | 行楽         | 海老原靖芳              |          | 浅茅陽子、熊倉一雄、坂本冬美                                             | | 11.3%  |
| 53 | 5月23日  | 庭師の恋も真実から             | 舶来品       | 廣岡豊                  |          | 細川俊之、太川陽介、坂本冬美、由紀さおり                                 | | 10.3%  |
| 54 | 5月30日  | 礼儀が通れば道理が引っ込む     | 礼儀作法     | 清水東                  |          | 川野太郎、西田ひかる、山部カオル、由紀さおり                             | | 9.9%   |
| 55 | 6月6日   | かかあ天下に医者いらず         | 風呂         | 海老原靖芳              |          | 堺正章、関敬六、人見明、出光元、山部カオル、坂本冬美                     | | 10.4%  |
| 56 | 6月20日  | 深川女の深情け                 | 深川         | 清水東                  |          | 松金よね子、由紀さおり                                                   | 6月13日放送予定であったが、福岡空港ガルーダ航空機離陸事故による「ニュース7」の放送時間延長のため翌週に振替 | 14.2%  |
| 57 | 6月27日  | 世の中そんなに天下り           | 米           | 廣岡豊                  |          | 鹿内孝、石井愃一、有馬稲子、出光元、田川寿美                             | | 12.4%  |
| 58 | 7月4日   | 苦しい時の雨頼み               | 地名         | 海老原靖芳              |          | 細川俊之、浅茅陽子、東貴博、田川寿美                                     | | 12.4%  |
| 59 | 7月11日  | 魚心あれば釣り心               | 釣り         | 清水東                  |          | 高松英郎、松金よね子、田川寿美                                           | | 10.0%  |
| 60 | 7月18日  | 貧乏蚊帳なし                   | 夏の生活     | 海老原靖芳              |          | 坂上二郎、出光元、瀬川瑛子                                               | この回から4週アトランタ五輪の特別番組などで放送休止                                                        | 12.2%  |
| 61 | 8月22日  | 年はとっても物盗るな           | 火付盗賊改方 | 滝大作                  |          | 柄本明、細川俊之、出光元、竹下景子、由紀さおり                           | | 7.8%   |
| 62 | 8月29日  | 親しき仲にも霊気あり           | 幽霊         | 岡本螢 滝大作(脚色)     |          | 叶和貴子、坂本冬美                                                       | | 9.7%   |
| 63 | 9月5日   | 親は泣くとも子は育つ           | 芝居         | 廣岡豊                  |          | 八名信夫、とよた真帆、瀬川瑛子                                           | | 13.1%  |
| 64 | 9月12日  | 縁起よければすべてよし         | 職人         | 清水東 滝大作(脚色)     |          | 坂上二郎、車だん吉、由紀さおり、野川由美子                               | | 11.7%  |
| 65 | 9月26日  | あちらがたたねばこちらがたたぬ | 商人の就職   | 岡本螢 滝大作(脚色)     |          | 市川勇、浅茅陽子、出光元、田川寿美                                       | 9月19日放送予定であったが、「ニュース7」の放送時間延長のため翌週に振替                                     | 12.7%  |
| 66 | 10月3日  | 知らぬは女房ばかりなり         | 蕎麦         | 海老原靖芳 滝大作(脚色) |          | 坂本冬美、野川由美子                                                     | | 12.8%  |
| 67 | 10月17日 | 道楽は金魚迷惑                 | キンギョ     | 滝大作                  |          | 市毛良枝、出光元、由紀さおり                                             | | 13.0%  |
| 68 | 10月24日 | 大山鳴動して兄一匹             | 婚礼         | 廣岡豊 滝大作(脚色)     |          | 山田吾一、ケーシー高峰、宮川一朗太、由紀さおり                           | | 9.2%   |
| 69 | 10月31日 | 転ばぬ先の口入れ屋             | 口入れ屋     | 清水東 滝大作(脚色)     |          | 熊谷真実、車だん吉、由紀さおり                                           | | 13.2%  |
| 70 | 11月14日 | 助けないのが人助け             | 火事         | 廣岡豊 滝大作(脚色)     |          | 尾藤イサオ、車だん吉、由紀さおり                                         | | 17.3%  |
| 71 | 11月21日 | 女房達者で留守がいい           | 茶屋         | 滝大作                  |          | 瀬川瑛子、野川由美子                                                     | 11月7日放送予定であったが、第2次橋本内閣組閣による「ニュース7」の放送時間延長のため放送順が入れ替わった    | 16.4%  |
| 72 | 11月28日 | 十手一本値千金                 | 岡っ引き     | 清水東 滝大作(脚色)     | 松井修平 | 松金よね子、東貴博、田川寿美                                             | | 15.8%  |
| 73 | 12月5日  | 恋すれば鈍する                 | 呉服         | 海老原靖芳 滝大作(脚色) |          | 熊倉一雄、宮川一朗太、坂本冬美、野川由美子                               | | 15.7%  |
| 74 | 12月12日 | 誤解から惚れ薬                 | 生薬         | 滝大作                  | 鈴木克道 | 坂本冬美、野川由美子                                                     | | 16.8%  |
| 75 | 12月19日 | 年の暮れ 金と力はなかりけり    | 借金取り     | 海老原靖芳 滝大作(脚色) | 松井修平 | 谷幹一、坂本冬美、由紀さおり                                             | 番組の終盤でお江戸でござるメンバーの紅白歌合戦の出演が発表される                                           | 14.8%  |

（視聴率は関東地区・ビデオリサーチ社調べ）

### 1997年
メインメンバー：伊東四朗、桜金造、重田千穂子、魁三太郎、えなりかずき
- 赤字は年間最高視聴率、青字は年間最低視聴率を示す。

特記なき場合、滝大作の担当回を除き、滝大作が脚色を担当。
| 回  | 放送日   | サブタイトル               | テーマ       | 作                  | 演出 | ゲスト（準レギュラー含む）                                                         | 備考                                | 視聴率 |
| --- | -------- | -------------------------- | ------------ | ------------------- | ---- | ---------------------------------------------------------------------------------- | ----------------------------------- | ------ |
| 76  | 1月9日   | 子は返すがいい             | 訴訟         | 海老原靖芳          |      | 細川俊之、中田浄、由紀さおり、野川由美子                                           |                                     | 14.4%  |
| 77  | 1月16日  | 口は幸いの門               | 女房         | 岡本螢              |      | 江守徹、瀬戸陽一郎、中田浄、由紀さおり                                             |                                     | 14.7%  |
| 78  | 1月23日  | 嘘から出た恩返し           | 大店の倒産   | 清水東              |      | 朝丘雪路、坂本冬美、野川由美子                                                     |                                     | 17.0%  |
| 79  | 1月30日  | 老いの一徹、岩をも通す     | 老後         | 廣岡豊              |      | 綿引勝彦、山本昌平、由紀さおり、野川由美子                                         |                                     | 16.0%  |
| 80  | 2月6日   | 孝行のしたい時には親が要る | 親子         | 岡本螢              |      | 三浦浩一、田川寿美、野川由美子                                                     |                                     | 16.2%  |
| 81  | 2月13日  | 愚図に短し短気に長し       | 宮大工       | 廣岡豊              |      | 鹿内孝、ケーシー高峰、浅茅陽子、田川寿美、松金よね子                               |                                     | 15.5%  |
| 82  | 2月20日  | 情けがアダの行きだおれ     | 炭           | 廣岡豊              |      | 坂上二郎、伊東貴明、由紀さおり                                                     |                                     | 15.9%  |
| 83  | 2月27日  | 旅の恥は道連れ             | 東海道       | 滝大作              |      | 木の実ナナ、鹿内孝、伊東貴明、田川寿美                                             |                                     | 16.3%  |
| 84  | 3月6日   | 少年遊び易く学成り難し     | 長崎遊学     | 清水東              |      | 人見明、出光元、瀬川瑛子、由紀さおり                                               |                                     | 16.5%  |
| 85  | 3月13日  | 十手から出たサビ           | 岡っ引き     | 滝大作              |      | 尾美としのり、山本昌平、坂本冬美                                                   |                                     | 18.5%  |
| 86  | 3月20日  | ひょうたんから玉の輿       | 花見・舟遊び | 滝大作              |      | 川崎麻世、東貴博、伊東貴明、坂本冬美、由紀さおり                                   |                                     | 15.5%  |
| 87  | 3月27日  | とんちに向かう刃なし       | 金貸し       | 滝大作              |      | 風間杜夫、伊東貴明、由紀さおり                                                     |                                     | 12.3%  |
| 88  | 4月3日   | 酒は百厄の八百八町         | 酒           | 滝大作              |      | 東貴博、伊東貴明、由紀さおり、野川由美子                                           |                                     | 16.0%  |
| 89  | 4月10日  | 人情話は犬も食わない       | 富くじ       | 清水東              |      | 綿引勝彦、安原義人、車だん吉、坂本冬美、野川由美子                                 |                                     | 12.3%  |
| 90  | 4月17日  | 名人は一晩にして成らず     | 焼き物       | 廣岡豊              |      | 三浦浩一、出光元、由紀さおり                                                       |                                     | 12.5%  |
| 91  | 4月24日  | 意地悪し合うも他生の縁     | 長屋の大家   | 滝大作              |      | 菅井きん、竹下景子、長山洋子                                                       |                                     | 10.3%  |
| 92  | 5月1日   | 馬の耳に儒学               | 儒学         | 海老原靖芳          |      | 北村和夫、竹下景子、伍代夏子                                                       |                                     | 12.6%  |
| 93  | 5月8日   | 老いては子に逆らえ         | ボランティア | 清水東              |      | 石黒賢、常泉忠通、長山洋子、由紀さおり                                             |                                     | 13.2%  |
| 94  | 5月15日  | 困ったときの姉頼み         | 商家の女将   | 清水東              |      | 朝丘雪路、伊東貴明、森崎めぐみ、由紀さおり                                         |                                     | 18.4%  |
| 95  | 5月22日  | 驕る番頭は久しからず       | 大店の若旦那 | 廣岡豊 岡本螢(脚色) |      | 加納竜、伊東貴明、出光元、山部薫丸、長山洋子、野川由美子                           |                                     | 15.9%  |
| 96  | 5月29日  | 求めよ、皿は与えられん     | 骨董         | 石原静雄            |      | 車だん吉、出光元、伍代夏子、野川由美子                                             |                                     | 14.7%  |
| 97  | 6月5日   | 昨日の友は今日も友         | 地方出身者   | 海老原靖芳          |      | 伊東貴明、竹下景子、坂本冬美                                                       |                                     | 14.0%  |
| 98  | 6月12日  | 野暮が通れば粋が引っ込む   | 野暮         | 清水東              |      | 松金よね子、由紀さおり                                                             |                                     | 14.0%  |
| 99  | 6月19日  | 嫁の耳に念仏               | 和尚         | 廣岡豊              |      | 坂上二郎、車だん吉、由紀さおり                                                     |                                     | 13.1%  |
| 100 | 6月26日  | 人の噂も置いてけ堀         | 七不思議     | 海老原靖芳          |      | 坂本冬美、由紀さおり                                                               |                                     | 11.4%  |
| 101 | 7月3日   | 悋気の沙汰も婿次第         | 江戸の女性   | 岡本螢              |      | 白石加代子、出光元、竹下景子、田川寿美                                             |                                     | 15.0%  |
| 102 | 7月10日  | 弱り目に祟り眼鏡           | 眼鏡         | 海老原靖芳          |      | 出光元、由紀さおり                                                                 | 以降、次回予告を休止                | 17.6%  |
| 103 | 7月17日  | 案ずるより住むが易し       | 屋台         | 滝大作              |      | 坂上二郎、松金よね子、長山洋子、野川由美子                                         |                                     | 13.4%  |
| 104 | 7月24日  | 黒船を温ねて新しきを知る   | 黒船来航     | 滝大作              |      | 尾美としのり、マクシミリアン・フォン・シュラー、竹下景子、由紀さおり               |                                     | 10.1%  |
| 105 | 7月31日  | 道場相憐れむ               | 町道場       | 滝大作              |      | 坂上二郎、伊東貴明、長山洋子、由紀さおり                                           |                                     | 17.9%  |
| 106 | 8月21日  | お化けにも三分の理         | 飢饉         | 海老原靖芳          |      | 山田吾一、石井愃一、出光元、坂本冬美、野川由美子                                   |                                     | 11.7%  |
| 107 | 8月28日  | 捨てる包丁あれば拾う刀あり | 元武士       | 廣岡豊              |      | 山本昌平、出光元、松金よね子、伍代夏子                                             |                                     | 15.6%  |
| 108 | 9月4日   | 情けは人のためになる       | 地蔵信仰     | 滝大作              |      | 東貴博、伊東貴明、竹下景子、坂本冬美、野川由美子                                   |                                     | 13.2%  |
| 109 | 9月11日  | きつねも歩けば石に…        | 狐           | 滝大作              |      | 長山洋子、野川由美子                                                               |                                     | 15.0%  |
| 110 | 9月18日  | 瓦版は現実よりも奇なり     | 瓦版         | 廣岡豊              |      | 佐渡稔、大森博、伊東貴明、伍代夏子、野川由美子                                     |                                     | 14.4%  |
| 111 | 9月25日  | 運は天下の回り物           | 開運アイテム | 清水東              |      | 坂上二郎、竹下景子、坂本冬美、由紀さおり                                           | NHK番組公開ライブラリーにて視聴可能 | 14.0%  |
| 112 | 10月2日  | 星を見て新しきを知る       | 天文道       | 海老原靖芳          |      | 細川俊之、長山洋子、由紀さおり                                                     |                                     | 13.2%  |
| 113 | 10月9日  | 稼ぎに追いつく貧乏神       | 長屋の女性   | 岡本螢              |      | 車だん吉、伍代夏子、竹下景子、野川由美子                                           |                                     | 12.6%  |
| 114 | 10月16日 | 娘蒸発 やんちゃも出花      | 江戸の女の子 | 滝大作              |      | 石田ひかり、竹下景子、坂本冬美                                                     |                                     | 14.3%  |
| 115 | 10月23日 | 商い変われば人変わる       | 口上         | 廣岡豊              |      | 小倉久寛、山本耕一、車だん吉、瀬戸陽一朗、大森博、たかはし等、松金よね子、長山洋子 |                                     | 13.4%  |
| 116 | 10月30日 | 祭りは女房のためならず     | 祭と江戸っ子 | 海老原靖芳          |      | 浅茅陽子、長山洋子                                                                 |                                     | 15.4%  |
| 117 | 11月6日  | 見栄から出たサビ           | 菊合わせ     | 海老原靖芳          |      | 細川俊之、渡部又兵衛、由紀さおり                                                   |                                     | 15.0%  |
| 118 | 11月13日 | 古物買いの銭失い           | 古物商       | 滝大作              |      | 細川俊之、坂本冬美、由紀さおり                                                     |                                     | 16.2%  |
| 119 | 11月20日 | 願ったり拾ったり           | 佃島         | 海老原靖芳          |      | 宮川一朗太、出光元、長山洋子、野川由美子                                           |                                     | 16.8%  |
| 120 | 11月27日 | 夜逃げするのも芸のうち     | 講談         | 滝大作              |      | 坂本冬美、由紀さおり                                                               |                                     | 16.2%  |
| 121 | 12月4日  | 女将良ければすべて良し     | 船宿         | 海老原靖芳          |      | 木の実ナナ、車だん吉、伍代夏子                                                     |                                     | 16.6%  |
| 122 | 12月11日 | 正直の頭に金やどる         | 金銭感覚     | 滝大作              |      | 細川俊之、伍代夏子、竹下景子                                                       |                                     | 17.5%  |
| 123 | 12月18日 | 夢もうわさも幻か           | 漬物         | 滝大作              |      | 渡部又兵衛、出光元、長山洋子、由紀さおり                                           |                                     | 14.4%  |

（視聴率は関東地区・ビデオリサーチ社調べ）
特別番組
1月2日19:15に、『クイズ日本人の質問』との合同特別番組「日本人の質問でござる『めでたさも宙ぶらりんなりおらが春』」を、NHK総合テレビジョンで放送。内容は当時同局で放送されていたクイズ番組『クイズ日本人の質問』とのコラボレーション企画で、前半は『クイズ日本人の質問』で江戸時代に関する問題に出演者が解答し、後半に当番組の新春スペシャルが放送された。『日本人の質問』では伊東がクイズの出題者として登場し、『お江戸でござる』では「公開コメディー」劇中に『日本人の質問』の当時のもの知り博士がゲスト出演した。脚本は滝大作、番組テーマ曲（2番組のテーマ曲を融合）は両番組のテーマ曲を作曲していた藤野浩一が担当。高橋英樹は番組中で特技の獅子舞も披露した。
- 司会：古舘伊知郎
- 解説・クイズ出題：杉浦日向子
- 物知り博士（プレゼンター）：高橋英樹・大桃美代子・矢崎滋・桂文珍
- 解答者：中村橋之助・富田靖子・内藤剛志・岩崎ひろみ・春風亭小朝・三笑亭夢之助・三井ゆり・柳生博
- 出演：伊東四朗・細川俊之・桜金造・魁三太郎・重田千穂子・えなりかずき・瀬川瑛子
- 脚本：滝大作

### 1998年
メインメンバー：伊東四朗、桜金造、重田千穂子、魁三太郎、えなりかずき
- 特記なき場合、滝大作の担当回を除き、滝大作が脚色を担当。
- 赤字は年間最高視聴率、青字は年間最低視聴率を示す。

| 回  | 放送日   | サブタイトル             | テーマ           | 作                  | 演出     | ゲスト（準レギュラー含む）                                 | 備考                 | 視聴率 |
| --- | -------- | ------------------------ | ---------------- | ------------------- | -------- | ---------------------------------------------------------- | -------------------- | ------ |
| 124 | 1月8日   | 嘘心あれば水心           | 地方出身者の成功 | 海老原靖芳          |          | 江守徹、伍代夏子、野川由美子                               |                      | 16.9%  |
| 125 | 1月22日  | 武士も食わねば用心棒     | 内藤新宿         | 滝大作              |          | 高橋英樹、真木仁、竹田寿郎、小林大介、伍代夏子、由紀さおり |                      | 17.3%  |
| 126 | 1月29日  | 鬼は内 福はそっと        | 節分             | 滝大作              |          | 竹下景子、由紀さおり                                       |                      | 14.5%  |
| 127 | 2月5日   | 酒に交われば弱くなる     | 武士・郷士       | 滝大作              |          | 人見明、松金よね子、坂本冬美、野川由美子                   |                      | 15.3%  |
| 128 | 2月26日  | 食えぬ狸の胸算用         | 居酒屋           | 滝大作              |          | 坂上二郎、竹下景子、長山洋子                               | 次回予告はなし       | 14.7%  |
| 129 | 3月12日  | 待てば女房の日和あり     | 番頭             | 滝大作              |          | 伊東貴明、松金よね子、坂本冬美                             |                      | 16.5%  |
| 130 | 3月19日  | 地震 カミナリ 火事 大家  | 庶民の学問       | 滝大作              |          | 大森博、瀬戸陽一郎、坂本冬美                               |                      | 13.1%  |
| 131 | 3月26日  | 笑う門には布団来たる     | 寝具             | 廣岡豊              |          | 橘未於、由紀さおり                                         |                      | 10.3%  |
| 132 | 4月2日   | 仏の顔も明け六ツまで     | 朝鮮人参         | 海老原靖芳          |          | 市川勇、能見達也、車だん吉、坂本冬美、由紀さおり           | 以降、次回予告を休止 | 12.6%  |
| 133 | 4月9日   | 知らぬは旦那ばかりなり   | 商家・蔵         | 清水東              |          | 長山洋子、野川由美子                                       |                      | 10.2%  |
| 134 | 4月16日  | 人生荒れたり曇ったり     | 峠の茶屋         | 滝大作              |          | 細川俊之、渡部又兵衛、竹下景子、長山洋子                   |                      | 9.3%   |
| 135 | 4月23日  | 医者れり尽くせり         | 歯の手入れ       | 海老原靖芳          |          | 酒井敏也、坂本冬美、由紀さおり                             |                      | 16.3%  |
| 136 | 4月30日  | 居候にも五分の魂         | お菓子           | 滝大作              | 鈴木克道 | 坂上二郎、浅茅陽子、石原詢子                               |                      | 12.3%  |
| 137 | 5月7日   | 金太も出花               | 恋の手練手管     | 清水東              |          | 浅茅陽子、長山洋子                                         |                      | 14.4%  |
| 138 | 5月14日  | 家主下暗し               | 小唄             | 滝大作              |          | 朝丘雪路、伍代夏子                                         |                      | 12.8%  |
| 139 | 5月21日  | 貧に上下の隔てなし       | 無職・振り売り   | 滝大作              | 鈴木克道 | 石原詢子、野川由美子                                       |                      | 12.6%  |
| 140 | 5月28日  | 出る顔は打たれる         | 戯作者           | 滝大作              |          | 出光元、石津彩、村上忍、由紀さおり                         |                      | 15.1%  |
| 141 | 6月4日   | 道楽は三文の得           | 乾物屋           | 清水東              |          | 加納竜、藤あや子、野川由美子                               |                      | 13.4%  |
| 142 | 6月11日  | 縁の下の十手持ち         | 刑罰             | 廣岡豊              |          | 渡部又兵衛、由紀さおり                                     |                      | 12.7%  |
| 143 | 6月18日  | 口は災いの富士登山       | 富士信仰         | 海老原靖芳          |          | 石津彩、伊東貴明、藤あや子、野川由美子                     |                      | 11.6%  |
| 144 | 7月2日   | すれ違うのも多少の縁     | 中山道           | 滝大作              |          | 車だん吉、由紀さおり                                       |                      | 13.7%  |
| 145 | 7月9日   | 内助の虫干し             | 江戸の暑さ対策   | 海老原靖芳          |          | 伍代夏子、野川由美子                                       |                      | 15.5%  |
| 146 | 7月16日  | 無駄を省けば紅屋が儲かる | 商いの才覚       | 清水東 滝大作(脚色) | 石原静雄 | 山田吾一、石原詢子、竹下景子                               |                      | 15.8%  |
| 147 | 7月23日  | 十手の心は親心           | 俳句             | 滝大作 隆裕之(脚色) |          | 川崎麻世、市川勇、出光元、藤あや子、竹下景子               |                      | 10.9%  |
| 148 | 7月30日  | さわらぬ金にたたりあり   | 成田信仰         | 廣岡豊              |          | 出光元、まいど豊、たかはし等、松金よね子、坂本冬美         |                      | 16.8%  |
| 149 | 8月20日  | 恩は異なもの味なもの     | 向島             | 滝大作              |          | 伍代夏子、竹下景子                                         |                      | 11.6%  |
| 150 | 8月27日  | ワルから出た誠           | 義賊             | 滝大作              |          | すわしんじ、坂本冬美、由紀さおり                           |                      | 14.6%  |
| 151 | 9月3日   | 情に棹させば泣かされる   | 深川の土地柄     | 滝大作              | 石原静雄 | 石原詢子、野川由美子                                       |                      | 17.1%  |
| 152 | 9月10日  | 遠くの味噌より手前味噌   | 味噌             | 滝大作              |          | 小野武彦、長山洋子、野川由美子                             |                      | 12.2%  |
| 153 | 9月17日  | 名月人を待たず           | 旅籠             | 滝大作              |          | 坂本冬美、由紀さおり                                       |                      | 14.5%  |
| 154 | 9月24日  | 文と粗忽は使いよう       | 手紙             | 滝大作              |          | 藤あや子、由紀さおり                                       |                      | 17.7%  |
| 155 | 10月1日  | 書くは一時の恥           | 定廻り同心       | 滝大作              | 石原静雄 | 佐藤B作、石原詢子、野川由美子                              |                      | 12.1%  |
| 156 | 10月8日  | 花盗人は風流のそと       | 花               | 滝大作              |          | 伍代夏子、野川由美子                                       |                      | 10.4%  |
| 157 | 10月15日 | 屋台を訪ねて三千里       | 天ぷら           | 清水東 隆裕之(脚色) |          | 松岡由美、由紀さおり                                       |                      | 14.7%  |
| 158 | 10月22日 | 窮すれば目安箱           | 目安箱           | 海老原靖芳          |          | 市川勇、瀬戸陽一朗、江成正元、長山洋子、野川由美子         |                      | 13.3%  |
| 159 | 10月29日 | 同心相あわれむ           | 八丁堀           | 滝大作              |          | 三浦浩一、車だん吉、竹下景子                               |                      | 19.9%  |
| 160 | 11月5日  | 死神の川流れ             | 和尚             | 滝大作              |          | 由紀さおり                                                 |                      | 14.6%  |
| 161 | 11月12日 | 夢に短し 現に長し        | 浅草             | 滝大作              |          | 水谷八重子、坂本冬美                                       |                      | 14.5%  |
| 162 | 11月19日 | 初恋口に苦し             | 不忍池           | 滝大作              |          | 石原詢子、竹下景子                                         |                      | 15.2%  |
| 163 | 12月3日  | 玄翁は身を助ける         | 家大工           | 清水東              |          | 綿引勝彦、伍代夏子、由紀さおり                             |                      | 16.5%  |
| 164 | 12月10日 | 大店鳴動してねずみ一時   | 塩               | 滝大作              |          | 藤あや子、竹下景子                                         |                      | 16.0%  |
| 165 | 12月17日 | するが堪忍 スッても堪忍  | スリ             | 廣岡豊              |          | 山田吾一、由紀さおり                                       |                      | 15.0%  |

（視聴率は関東地区・ビデオリサーチ社調べ）

### 1999年
メインメンバー：伊東四朗（第176回まで）、桜金造、重田千穂子、魁三太郎、えなりかずき
- 特記なき場合、滝大作の担当回を除き、滝大作が脚色を担当。
- 赤字は年間最高視聴率、青字は年間最低視聴率を示す。

| 回  | 放送日   | サブタイトル                   | テーマ       | 作                      | 演出       | ゲスト（準レギュラー含む）                                                   | 備考                                                 | 視聴率 |
| --- | -------- | ------------------------------ | ------------ | ----------------------- | ---------- | ---------------------------------------------------------------------------- | ---------------------------------------------------- | ------ |
| 166 | 1月7日   | 一富士 二鷹 三徳次             | 初尽くし     | 清水東                  |            | 加藤武、石津彩、村上忍、佐藤あかり、由紀さおり                               |                                                      | 17.1%  |
| 167 | 1月14日  | 寝耳に薮入り                   | 藪入り       | 海老原靖芳              |            | 坂本冬美、竹下景子                                                           |                                                      | 15.1%  |
| 168 | 1月21日  | ウソをつくのが運のつき         | 履物         | 廣岡豊                  |            | 大森ヒロシ、長山洋子、野川由美子                                             |                                                      | 17.5%  |
| 169 | 1月28日  | 会えぬが別れの始めなり         | 上方の商人   | 廣岡豊                  |            | 高松英郎、加納竜、竹田寿郎、伍代夏子、野川由美子                             |                                                      | 16.4%  |
| 170 | 2月4日   | みくだり半分 うそ半分          | 台所         | 滝大作                  |            | 坂本冬美、野川由美子                                                         |                                                      | 15.8%  |
| 171 | 2月18日  | 八方寒がり                     | 江戸の冬     | 海老原靖芳              |            | 山田吾一、藤あや子、竹下景子                                                 |                                                      | 16.1%  |
| 172 | 2月25日  | 浮気は損気                     | 寄付金・橋   | 廣岡豊 滝大作(脚色)     | 山之口明子 | 車だん吉、石原詢子、竹下景子                                                 |                                                      | 15.7%  |
| 173 | 3月4日   | 一文を笑う者は一両に泣く       | 自身番       | 滝大作                  |            | 谷幹一、長山洋子、由紀さおり                                                 |                                                      | 16.7%  |
| 174 | 3月11日  | 俺のふり見て 我がふり直せ      | 神田         | 清水東                  |            | 車邦秀、小林大介、由紀さおり                                                 |                                                      | 14.7%  |
| 175 | 3月18日  | 見合いの恥はかき捨て           | 見合い       | 廣岡豊                  |            | 早坂好恵、伊東貴明、竹下景子                                                 |                                                      | 15.5%  |
| 176 | 3月25日  | 絵に描いた美人                 | 美人画       | 海老原靖芳              |            | 渡部又兵衛、坂本冬美、由紀さおり                                             | この回をもって伊東四朗が降板                         | 13.6%  |
| 177 | 4月1日   | 災難は忘れた頃にやってくる     | 茶           | 滝大作                  |            | 細川俊之、石原詢子、由紀さおり                                               |                                                      | 15.9%  |
| 178 | 4月8日   | 子の心 親知らず                | 江戸の春     | 滝大作                  |            | 細川俊之、長山洋子、竹下景子                                                 |                                                      | 13.7%  |
| 179 | 4月15日  | 五十年 ひとむかし              | 人探し       | 滝大作                  |            | 谷幹一、伍代夏子、野川由美子                                                 | NHK番組公開ライブラリーにて視聴可能                  | 11.7%  |
| 180 | 4月22日  | 静寂 慌て呑む                  | 旗本・御家人 | 滝大作                  |            | 坂上二郎、鹿内孝、大森ヒロシ、たかはし等、長山洋子、竹下景子                 |                                                      | 13.0%  |
| 181 | 5月6日   | 仇を恩で返す                   | 日本橋       | 滝大作                  | 石原静雄   | 坂上二郎、石原詢子、竹下景子                                                 |                                                      | 14.9%  |
| 182 | 5月13日  | 団子屋転じて福となす           | 箱根         | 清水東                  |            | 鹿内孝、伍代夏子、野川由美子                                                 |                                                      | 15.1%  |
| 183 | 5月20日  | 少年老い易く 伊勢成り難し      | 伊勢参り     | 海老原靖芳              |            | 谷幹一、車だん吉、由紀さおり                                                 |                                                      | 12.6%  |
| 184 | 5月27日  | 義理と人情の板前ばさみ         | 料理茶屋     | 滝大作                  | 石原静雄   | 加藤武、石原詢子、竹下景子                                                   | 番組で初めて、女性歌手枠である石原詢子が男役を演じた | 12.8%  |
| 185 | 6月3日   | 後継ぎ先に立たず               | 後継ぎ       | 清水東                  |            | 目黒祐樹、藤あや子、竹下景子                                                 |                                                      | 11.7%  |
| 186 | 6月10日  | 疑心暗雲を生ず                 | 江戸の女性   | 滝大作                  |            | 金田龍之介、水谷八重子、市川勇、瀬戸陽一朗、坂本冬美                         |                                                      | 12.4%  |
| 187 | 6月17日  | 藪から恋                       | 両国         | 滝大作                  |            | 林与一、伍代夏子、由紀さおり                                                 |                                                      | 13.2%  |
| 188 | 6月24日  | 氏より修行                     | 洗濯         | 海老原靖芳              |            | 熊倉一雄、大竹雅樹、山田一統、由紀さおり                                     |                                                      | 15.0%  |
| 189 | 7月1日   | 恩も積もれば医者となる         | 舶来品       | 清水東                  |            | 小野武彦、伍代夏子、由紀さおり                                               |                                                      | 12.1%  |
| 190 | 7月8日   | おとこ三界に家なし             | 江戸の灯     | 滝大作                  |            | 山田吾一、長山洋子、竹下景子、野川由美子                                     |                                                      | 14.9%  |
| 191 | 7月15日  | 一寸の虫にも二分の借金         | 夏の物売り   | 清水東 滝大作(脚色)     | 羽田まどか | 犬塚弘、石原詢子、野川由美子                                                 |                                                      | 13.7%  |
| 192 | 7月22日  | 壺をめぐりて夜もすがら         | 家主         | 滝大作                  |            | 綿引勝彦、長山洋子、野川由美子                                               | NHK番組公開ライブラリーにて視聴可能                  | 13.4%  |
| 193 | 7月29日  | 嘘から出た親子                 | 着物         | 清水東                  |            | 加納竜、浅茅陽子、藤あや子                                                   |                                                      | 16.3%  |
| 194 | 8月5日   | 去る者は親父                   | 地図         | 海老原靖芳              |            | 下川辰平、由紀さおり                                                         |                                                      | 13.8%  |
| 195 | 8月19日  | 逃げの十手                     | 武蔵野       | 滝大作                  |            | 高橋英樹、斉藤慶子、市川勇、小林大介、真木仁、竹田寿郎、伍代夏子、野川由美子 | 15分の拡大スペシャル 初の公開収録                    | 13.9%  |
| 196 | 8月26日  | 心中は一見にしかず             | 心中         | 滝大作                  |            | 林与一、北村和夫、水谷八重子、坂本冬美                                       |                                                      | 14.9%  |
| 197 | 9月2日   | 半襟を持って知る親子のきずな   | おしゃれ     | 清水東                  |            | 左とん平、坂本冬美、野川由美子                                               |                                                      | 16.3%  |
| 198 | 9月9日   | 夫の心 妻知らず                | かんざし     | 海老原靖芳 滝大作(脚色) |            | 細川俊之、石原詢子、竹下景子                                                 |                                                      | 15.8%  |
| 199 | 9月16日  | 人を見たら狐と思え             | 妖怪         | 滝大作                  |            | 高橋元太郎、坂上二郎、長山洋子、竹下景子                                     |                                                      | 11.7%  |
| 200 | 9月30日  | 仇同士も多少の縁               | 富岡八幡     | 滝大作                  |            | 榎木孝明、斉藤慶子、伍代夏子                                                 |                                                      | 13.8%  |
| 201 | 10月7日  | 月見る月はこの次の次？         | 言葉遊び     | 滝大作                  |            | 村井国夫、浅茅陽子、長山洋子                                                 |                                                      | 13.0%  |
| 202 | 10月14日 | 名刀は腰に重し                 | 浪人の生活   | 廣岡豊                  |            | 坂上二郎、東貴博、藤あや子、竹下景子                                         |                                                      | 15.9%  |
| 203 | 10月21日 | 三歩下がって師の二の舞を踏まず | 江戸の遊び人 | 清水東                  |            | 林与一、瀬戸陽一朗、由紀さおり                                               |                                                      | 14.1%  |
| 204 | 10月28日 | 捕らぬ鈴虫の皮算用             | 虫           | 海老原靖芳              |            | 坂上二郎、大竹雅樹、山田一統、藤あや子、野川由美子                           |                                                      | 10.5%  |
| 205 | 11月4日  | 盗人の冷や水                   | 夜の生活     | 滝大作                  |            | 熊倉一雄、石原詢子、竹下景子                                                 |                                                      | 15.3%  |
| 206 | 11月11日 | 鬼の目にも紅葉                 | 鬼・紅葉狩り | 滝大作                  | 山之口明子 | 前田吟、石原詢子、野川由美子                                                 |                                                      | 12.7%  |
| 207 | 11月18日 | 聞くは一生の恥                 | 御殿奉公     | 清水東                  |            | 加藤武、江成正元、藤あや子、竹下景子                                         |                                                      | 14.0%  |
| 208 | 11月25日 | 瓜の蔓には瓜しかならぬ         | 喫煙         | 滝大作                  |            | 藤岡琢也、中田喜子、坂本冬美                                                 |                                                      | 15.2%  |
| 209 | 12月2日  | 遠くて近きは夫婦の仲           | 材木商       | 廣岡豊                  |            | 江守徹、長山洋子、由紀さおり                                                 |                                                      | 14.3%  |
| 210 | 12月9日  | うわさ千里を走る               | 芝           | 滝大作                  |            | 目黒祐樹、藤あや子、竹下景子                                                 |                                                      | 14.6%  |
| 211 | 12月16日 | 縁は異なもの良い着物           | 煤払い       | 清水東                  |            | 三浦浩一、たかはし等、坂本冬美、由紀さおり                                   |                                                      | 13.6%  |

（視聴率は関東地区・ビデオリサーチ社調べ）

### 2000年
メインメンバー：桜金造、重田千穂子、魁三太郎、えなりかずき
- 赤字は年間最高視聴率、青字は年間最低視聴率を示す。

| 回  | 放送日   | サブタイトル               | テーマ       | 作         | 演出     | ゲスト（準レギュラー含む）                           | 備考                                | 視聴率 |
| --- | -------- | -------------------------- | ------------ | ---------- | -------- | ---------------------------------------------------- | ----------------------------------- | ------ |
| 212 | 1月6日   | 一富士 二鷹 三福神         | 七福神       | 海老原靖芳 |          | 坂上二郎、石原詢子、竹下景子                         |                                     | 11.9%  |
| 213 | 1月13日  | ぬれ手で泡！               | 柳亭種彦     | 滝大作     |          | 山口崇、とよた真帆、由紀さおり                       |                                     | 15.9%  |
| 214 | 1月20日  | 金は天下の空回り           | 水上交通     | 滝大作     | 石原静雄 | 前田吟、水谷八重子、石原詢子                         |                                     | 16.1%  |
| 215 | 1月27日  | 良縁は口に苦し             | 浮世絵       | 廣岡豊     |          | 犬塚弘、加納竜、伍代夏子                             |                                     | 13.8%  |
| 216 | 2月3日   | 憎まれっ子屋台にはばかる   | 金融         | 清水東     |          | 谷幹一、坂本冬美、野川由美子                         |                                     | 13.8%  |
| 217 | 2月10日  | 灰もつもれば金となる       | リサイクル   | 海老原靖芳 |          | 左とん平、坂本冬美、野川由美子                       |                                     | 15.8%  |
| 218 | 2月17日  | 火のない所に立つ煙         | ガーデニング | 滝大作     |          | 坂上二郎、能見達也、瀬戸陽一朗、水谷八重子、藤あや子 |                                     | 13.5%  |
| 219 | 2月24日  | 亭主百まで芝居忘れず       | 狂言         | 清水東     |          | 林与一、石原詢子、野川由美子                         |                                     | 13.3%  |
| 220 | 3月2日   | 仇は討ちたし仇は無し       | 頭巾         | 廣岡豊     |          | 村井国夫、由紀さおり                                 |                                     | 14.3%  |
| 221 | 3月9日   | 一寸の虫にも少しの魂       | 天保の改革   | 滝大作     |          | 前田吟、まいど豊、由紀さおり                         | NHK番組公開ライブラリーにて視聴可能 | 14.3%  |
| 222 | 3月16日  | 盗みは人のためならず       | 魚の流通     | 海老原靖芳 |          | 細川俊之、由紀さおり                                 |                                     | 16.0%  |
| 223 | 3月23日  | 喧嘩するほど味がいい       | うなぎ       | 清水東     |          | 坂上二郎、坂本冬美、竹下景子                         |                                     | 13.6%  |
| 224 | 3月30日  | 遺産の上にも一年           | 遺産         | 廣岡豊     |          | 谷幹一、東貴博、長山洋子、由紀さおり                 |                                     | 11.4%  |
| 225 | 4月6日   | 香をつついて蛇を出す       | 幽霊         | 滝大作     |          | 細川俊之、水谷八重子、藤あや子                       |                                     | 11.2%  |
| 226 | 4月13日  | 竜馬は一日にして成らず     | 幕末         | 滝大作     |          | 佐藤B作、長山洋子、竹下景子                          |                                     | 10.6%  |
| 227 | 4月20日  | 蛙の子は帰る               | 吉原         | 海老原靖芳 |          | 左とん平、石原詢子、野川由美子                       |                                     | 11.7%  |
| 228 | 4月27日  | 早合点も徳の内             | 初夏         | 滝大作     |          | 藤岡琢也、伍代夏子、野川由美子                       |                                     | 11.7%  |
| 229 | 5月11日  | 酒は百厄の長               | 酒           | 廣岡豊     |          | 三浦浩一、出光元、坂本冬美、由紀さおり               |                                     | 14.3%  |
| 230 | 5月18日  | 代書屋転じて福をなす       | 文学         | 清水東     |          | 村井国夫、藤あや子、竹下景子                         |                                     | 10.4%  |
| 231 | 5月25日  | 思い立ったが山王祭         | 山王祭       | 海老原靖芳 |          | 榎木孝明、伍代夏子、野川由美子                       |                                     | 9.7%   |
| 232 | 6月1日   | 嘘が通れば道場つぶれる     | 道場の看板   | 廣岡豊     |          | 細川俊之、長山洋子、由紀さおり                       |                                     | 12.3%  |
| 233 | 6月8日   | 豆腐の門に父帰る           | 豆腐         | 海老原靖芳 |          | 坂上二郎、長山洋子、由紀さおり                       |                                     | 12.4%  |
| 234 | 6月15日  | 目の上のお父っつぁん       | お菓子       | 清水東     |          | 金田龍之介、石原詢子、野川由美子                     |                                     | 11.2%  |
| 235 | 6月22日  | 獅子舞奮迅の働き           | 三味線       | 廣岡豊     |          | 熊倉一雄、伍代夏子、竹下景子                         |                                     | 12.4%  |
| 236 | 6月29日  | 乗り掛かった黒船           | 幕末の舶来品 | 大橋泰彦   |          | 加藤武、中田喜子、坂本冬美                           |                                     | 14.7%  |
| 237 | 7月6日   | 待てば女将に日和あり       | 七夕         | 海老原靖芳 |          | 前田吟、水谷八重子、藤あや子                         |                                     | 11.7%  |
| 238 | 7月13日  | 十手の持ち腐れ             | 同心の生活   | 清水東     |          | 加納竜、石原詢子、由紀さおり                         |                                     | 13.7%  |
| 239 | 7月27日  | 私に船                     | 河川水運     | 廣岡豊     |          | 谷幹一、由紀さおり                                   |                                     | 13.0%  |
| 240 | 8月3日   | 血は水よりも疑わし         | 目黒         | 清水東     |          | 前田吟、坂本冬美、竹下景子                           |                                     | 10.7%  |
| 241 | 8月10日  | 風雲何も告げず             | 玉川上水     | 滝大作     |          | 坂上二郎、村井国夫、伍代夏子、野川由美子             | 東京・福生市民会館にて収録          | 10.7%  |
| 242 | 8月24日  | 喧嘩するほど仲人が良い     | 夫婦         | 廣岡豊     |          | 左とん平、坂本冬美、野川由美子                       |                                     | 9.6%   |
| 243 | 8月31日  | 兄から出たまこと           | 傘           | 海老原靖芳 |          | 佐藤B作、由紀さおり                                  |                                     | 11.5%  |
| 244 | 9月7日   | 手代は短し番頭は長し       | 袋物         | 清水東     |          | 細川俊之、伍代夏子、竹下景子                         |                                     | 14.6%  |
| 245 | 9月14日  | 弟子も泣かずば打たれまい   | 芝居         | 廣岡豊     |          | 林与一、浅茅陽子、長山洋子                           |                                     | 11.0%  |
| 246 | 10月5日  | 大家の心 店子知らず        | 長屋の大家   | 海老原靖芳 | 西部裕樹 | 江守徹、石原詢子、竹下景子、由紀さおり               |                                     | 11.9%  |
| 247 | 10月12日 | 金貸しの目にも涙           | 健康管理     | 清水東     |          | 榎木孝明、藤あや子、由紀さおり                       |                                     | 12.8%  |
| 248 | 10月19日 | 夫婦喧嘩は姉も食わぬ       | 結納         | 海老原靖芳 |          | 三浦浩一、水谷八重子、長山洋子                       |                                     | 12.5%  |
| 249 | 10月26日 | うそつきは孝行の始まり     | 冬支度       | 大橋泰彦   |          | 坂上二郎、伊東貴明、坂本冬美、竹下景子               |                                     | 8.0%   |
| 250 | 11月2日  | 命短し夜は長し             | 防災         | 滝大作     | 中池豪平 | 左とん平、石原詢子、野川由美子                       |                                     | 14.2%  |
| 251 | 11月9日  | 急いては嫁に仕損じる       | 米           | 廣岡豊     |          | 細川俊之、藤あや子、竹下景子                         |                                     | 12.9%  |
| 252 | 11月16日 | 女流れて男が沈む           | 足袋         | 滝大作     |          | 金田龍之介、長山洋子                                 |                                     | 14.6%  |
| 253 | 11月30日 | やきもち焼きのくたびれ儲け | 小間物屋     | 廣岡豊     |          | 目黒祐樹、石原詢子、竹下景子                         |                                     | 12.6%  |
| 254 | 12月7日  | 世話焼きは三文の損         | 雪           | 清水東     |          | 細川俊之、丹古母鬼馬二、由紀さおり                   |                                     | 15.3%  |
| 255 | 12月14日 | 元禄は遠くなりにけり       | 元禄バブル   | 滝大作     |          | 村井国夫、浅茅陽子、石原詢子                         |                                     | 13.6%  |
| 256 | 12月21日 | 困った時の大黒様           | 歳の市       | 海老原靖芳 |          | 前田吟、車だん吉、江成正元、藤あや子、由紀さおり     |                                     | 9.4%   |

（視聴率は関東地区・ビデオリサーチ社調べ）

### 2001年
メインメンバー：桜金造、重田千穂子、魁三太郎、えなりかずき
- 赤字は年間最高視聴率、青字は年間最低視聴率を示す。

| 回  | 放送日   | サブタイトル                               | テーマ     | 作         | 演出     | ゲスト（準レギュラー含む）                       | 備考                                            | 視聴率 |
| --- | -------- | ------------------------------------------ | ---------- | ---------- | -------- | ------------------------------------------------ | ----------------------------------------------- | ------ |
| 257 | 1月11日  | 凧上げ三年嫁一年                           | 凧         | 廣岡豊     |          | 三浦浩一、長山洋子、竹下景子                     |                                                 | 10.5%  |
| 258 | 1月18日  | 大山鳴動して一朝の夢                       | 天保の改革 | 滝大作     |          | 坂上二郎、東貴博、浅茅陽子、坂本冬美             |                                                 | 13.9%  |
| 259 | 1月25日  | 亭主の好きな厄落とし                       | 厄年       | 海老原靖芳 |          | 左とん平、河合美智子、由紀さおり                 |                                                 | 14.3%  |
| 260 | 2月1日   | 年寄りの冷や汗                             | 貧乏生活   | 清水東     |          | 前田吟、由紀さおり                               |                                                 | 15.1%  |
| 261 | 2月8日   | 占い師、身の上知らず                       | 占い       | 滝大作     |          | ケーシー高峰、水谷八重子、藤あや子               |                                                 | 13.3%  |
| 262 | 2月15日  | 茶は算術にあらず                           | サークル   | 廣岡豊     |          | 加藤武、斉藤暁、浅茅陽子、藤あや子               |                                                 | 14.1%  |
| 263 | 2月22日  | 武士も食わねばただの人                     | 武士       | 滝大作     |          | 江守徹、坂上二郎、由紀さおり                     | 東京・品川きゅりあんにて収録                    | 13.0%  |
| 264 | 3月1日   | 情けが仇のひな人形                         | 雛祭り     | 海老原靖芳 |          | 尾藤イサオ、浅茅陽子、坂本冬美                   | NHK番組公開ライブラリーにて視聴可能             | 13.8%  |
| 265 | 3月8日   | 病の沙汰も医者しだい                       | 名医       | 清水東     |          | 林与一、長山洋子、竹下景子                       |                                                 | 13.8%  |
| 266 | 3月15日  | 老いても親には従え                         | 商人       | 廣岡豊     |          | 左とん平、原日出子、伍代夏子                     |                                                 | 14.2%  |
| 267 | 3月29日  | 井戸からぼた餅                             | 江ノ島詣   | 海老原靖芳 |          | 前田吟、浅茅陽子、坂本冬美                       |                                                 | 12.5%  |
| 268 | 4月5日   | 美談は一見にしかず                         | 瓦版       | 清水東     |          | 北村和夫、浅茅陽子、伍代夏子                     |                                                 | 10.0%  |
| 269 | 4月19日  | 身から出たサギ                             | 詐欺       | 滝大作     |          | 佐藤B作、原日出子、長山洋子                      |                                                 | 9.9%   |
| 270 | 4月26日  | 知らぬが節句                               | 端午の節句 | 大橋泰彦   |          | 金田龍之介、石原詢子、由紀さおり                 |                                                 | 10.1%  |
| 271 | 5月3日   | 憎さも憎し、懐かしし                       | ホトトギス | 滝大作     |          | 綿引勝彦、坂上二郎、篠田拓馬、柳原一成、藤あや子 | 30分の拡大スペシャル                            | 11.8%  |
| 272 | 5月10日  | 意地の上にも十年                           | 野菜       | 廣岡豊     |          | 左とん平、水谷八重子、伍代夏子                   |                                                 | 11.6%  |
| 273 | 5月17日  | 人は見かけによるのかな？                   | 看板娘     | 清水東     |          | 目黒祐樹、斉藤暁、山田まりや、由紀さおり         |                                                 | 11.2%  |
| 274 | 5月24日  | 名は体をあらわさず                         | 板橋       | 滝大作     |          | 細川俊之、石原詢子、竹下景子                     |                                                 | 15.0%  |
| 275 | 5月31日  | 武士とはさみは使いよう                     | 寺子屋     | 清水東     |          | 中条きよし、坂本冬美、由紀さおり                 |                                                 | 12.9%  |
| 276 | 6月7日   | 夫婦十手いらず                             | 大川       | 廣岡豊     |          | 村井国夫、長山洋子、野川由美子                   |                                                 | 13.1%  |
| 277 | 6月14日  | 鰻の頭も信心から                           | 薬         | 廣岡豊     |          | 加納竜、水谷八重子、伍代夏子                     |                                                 | 13.5%  |
| 278 | 6月21日  | 〜四回シリーズ・その壱〜「天保紫陽花心中」 | 地本・貸本 | 海老原靖芳 | 田中英治 | 三浦浩一、石原詢子                               | 別名「天保シリーズ」 地本問屋を舞台とした四部作 | 12.0%  |
| 279 | 6月28日  | 〜四回シリーズ・その弐〜「武家奉公娘秘密」 | 味噌・奉公 | 海老原靖芳 |          | 村井国夫、篠田拓馬、斉藤暁、坂本冬美、竹下景子   | 別名「天保シリーズ」 地本問屋を舞台とした四部作 | 14.0%  |
| 280 | 7月5日   | 〜四回シリーズ・その参〜「滑稽七夕母子草」 | 七夕       | 海老原靖芳 |          | 細川俊之、篠田拓馬、斉藤暁、由紀さおり           | 別名「天保シリーズ」 地本問屋を舞台とした四部作 | 14.5%  |
| 281 | 7月19日  | 〜四回シリーズ・その四〜「田舎親父騒動記」 | 親父       | 海老原靖芳 |          | 左とん平、浅茅陽子、長山洋子                     | 別名「天保シリーズ」 地本問屋を舞台とした四部作 | 12.6%  |
| 282 | 7月26日  | 頭隠して頭隠さず                           | 髪         | 海老原靖芳 | 中池豪平 | 林与一、原日出子、長山洋子                       |                                                 | 14.3%  |
| 283 | 8月2日   | 親の正体子知らず                           | 江戸の涼   | 清水東     |          | 坂上二郎、はしのえみ、由紀さおり                 |                                                 | 13.1%  |
| 284 | 8月23日  | 嘘から出た幽霊                             | 怪談       | 清水東     |          | 目黒祐樹、浅茅陽子、松金よね子、長山洋子         | NHK番組公開ライブラリーにて視聴可能             | 12.9%  |
| 285 | 8月30日  | 渡り中間は鬼ばかり                         | 奉公       | 滝大作     |          | ベンガル、北村和夫、原日出子、伍代夏子           |                                                 | 16.2%  |
| 286 | 9月6日   | 酔ってくだんのごとし                       | 座敷遊び   | 海老原靖芳 |          | 三田村邦彦、篠田拓馬、浅茅陽子、藤あや子         |                                                 | 15.6%  |
| 287 | 10月4日  | 男の耳に念仏                               | 菊         | 滝大作     |          | 松村雄基、左とん平、長山洋子、由紀さおり         |                                                 | 11.5%  |
| 288 | 10月18日 | 〜人情千住物語・その壱〜「珍客万来」       | 鯰絵       | 廣岡豊     |          | 熊倉一雄、斉藤暁、竹下景子                       |                                                 | 16.7%  |
| 289 | 10月25日 | 〜人情千住物語・その弐〜「駆落万来」       | 見せ物     | 廣岡豊     |          | 前田吟、東貴博、伍代夏子、竹下景子               |                                                 | 15.2%  |
| 290 | 11月1日  | 〜人情千住物語・その参〜「母娘万来」       | 横浜       | 廣岡豊     |          | 竹下景子、由紀さおり                             |                                                 | 15.2%  |
| 291 | 11月8日  | 〜人情千住物語・その四〜「親友万来」       | 幕末の侍   | 廣岡豊     |          | ラサール石井、阿藤海、竹下景子                   |                                                 | 13.5%  |
| 292 | 11月15日 | 双子の魂百まで                             | 双子       |            |          | 前田吟、三倉茉奈、三倉佳奈、長山洋子、竹下景子   |                                                 | 15.3%  |
| 293 | 11月22日 | 両雄並びたがる                             | 将棋       | 滝大作     |          | 江守徹、柄本明、由紀さおり                       |                                                 | 13.2%  |
| 294 | 12月13日 | 子はカスがいい？                           |            |            |          | 坂上二郎、太川陽介、浅茅陽子、野川由美子         | 神奈川県・秦野市文化会館にて収録                | 15.3%  |
| 295 | 12月20日 | 美声は人のためならず                       | 行商人     | 海老原靖芳 | 中池豪平 | 細川俊之、高橋元太郎、浅茅陽子、石原詢子         |                                                 | 13.8%  |

（視聴率は関東地区・ビデオリサーチ社調べ）

### 2002年
メインメンバー：桜金造、重田千穂子、魁三太郎、えなりかずき（第306回まで）、前田吟（第307回より）
| 回  | 放送日   | サブタイトル                | テーマ   | 作                    | 演出     | ゲスト（準レギュラー含む）                                                                 | 備考                             |
| --- | -------- | --------------------------- | -------- | --------------------- | -------- | ------------------------------------------------------------------------------------------ | -------------------------------- |
| 296 | 1月10日  | お重も歩けば富くじに当たる  | 富くじ   |                       |          | 金田龍之介、水谷八重子、石原詢子                                                           |                                  |
| 297 | 1月17日  | 苦しい時の石頼み            | オカルト | 大橋泰彦              |          | 加藤武、原日出子、坂本冬美                                                                 |                                  |
| 298 | 1月24日  | 河童の情流れ                | 河童     | 海老原靖芳            |          | 左とん平、長山洋子、竹下景子                                                               |                                  |
| 299 | 1月31日  | 勇気は気から                | 火消し   | 海老原靖芳            |          | 前田吟、篠田拓馬、石原詢子                                                                 |                                  |
| 300 | 2月7日   | 兄とすっぽん                | 酒呑み   | 清水東                |          | 佐藤B作、浅茅陽子、藤あや子                                                                |                                  |
| 301 | 2月28日  | 信ずれば鈍する              | 白浪     | 滝大作                |          | 細川俊之、前田吟、篠田拓馬、神田陽子、石原詢子                                             |                                  |
| 302 | 3月7日   | 人間たまには青山あり        |          |                       |          | 多岐川裕美、坂上二郎、伍代夏子                                                             |                                  |
| 303 | 3月14日  | 碁打って地固まる            | 囲碁     |                       |          | 林与一、金田龍之介、篠田拓馬、野川由美子                                                   |                                  |
| 304 | 3月28日  | 嘘も親孝行                  |          |                       |          | 坂上二郎、斉藤暁、石原詢子、竹下景子                                                       |                                  |
| 305 | 4月4日   | 後悔跡を継がず              |          |                       |          | 左とん平、篠田拓馬、伍代夏子、由紀さおり                                                   |                                  |
| 306 | 4月11日  | 泣きっ面に福豆              |          |                       |          | 目黒祐樹、山田まりや、浅茅陽子、坂本冬美                                                   | この回をもってえなりかずきが降板 |
| 307 | 4月18日  | 風が吹けば夫婦が別れる      |          |                       |          | 篠田拓馬、長山洋子、竹下景子、由紀さおり                                                   | 前田吟がレギュラーに加入         |
| 308 | 4月25日  | 跡継ぎ先に立たず            |          |                       |          | 佐藤B作、浅茅陽子、坂本冬美                                                                |                                  |
| 309 | 5月9日   | 夢は千里を走る              |          |                       |          | 松村雄基、水谷八重子、藤あや子、竹下景子                                                   |                                  |
| 310 | 5月16日  | 情けは子供のためならず      |          |                       |          | 波乃久里子、篠田拓馬、由紀さおり                                                           |                                  |
| 311 | 5月23日  | 貧乏神にも五分の魂          | 貧乏神   | 大橋泰彦 滝大作(脚色) | 小澤寛   | 三浦浩一、石原詢子、野川由美子                                                             |                                  |
| 312 | 5月30日  | 文やりあうも多生の縁        | 心学     | 清水東                | 田中英治 | 細川俊之、三倉茉奈、由紀さおり                                                             |                                  |
| 313 | 6月6日   | 火中の友を拾う              | かんざし |                       |          | 綿引勝彦、浅茅陽子、林あさ美                                                               |                                  |
| 314 | 6月20日  | 復縁、盆に返る              |          |                       |          | 川崎麻世、高崎慶佑、伍代夏子、由紀さおり                                                   |                                  |
| 315 | 6月27日  | 親は見かけによらぬもの      |          |                       |          | 江守徹、宮崎瑶希、長山洋子、由紀さおり                                                     |                                  |
| 316 | 7月4日   | 白川夜逃げ                  | 夜逃げ   |                       |          | 三倉佳奈、浅茅陽子、林あさ美                                                               |                                  |
| 317 | 7月11日  | 会うは別れの三途の川        |          |                       |          | 太川陽介、藤あや子、竹下景子                                                               |                                  |
| 318 | 7月18日  | 幽明境を異にせず            |          |                       |          | 三浦浩一、浅茅陽子、藤あや子                                                               |                                  |
| 319 | 7月25日  | 子の心幽霊知らず            | 幽霊     |                       |          | 斉藤暁、常盤祐貴、宮崎瑶希、石原詢子、野川由美子                                           |                                  |
| 320 | 8月1日   | 半纏おもい                  | 半纏     |                       |          | 松村雄基、林あさ美、竹下景子                                                               |                                  |
| 321 | 8月29日  | 月夜に皿を割る              |          |                       |          | 村井国夫、長山洋子、由紀さおり                                                             |                                  |
| 322 | 9月5日   | 凧とともに去りぬ            | 富くじ   | 海老原靖芳            |          | 山田さくや、三村ゆうな、高畠華澄、常盤祐貴、宮崎瑶希、高崎慶佑、滝杏里、石原詢子、竹下景子 |                                  |
| 323 | 9月12日  | 武士に短し、町人に長し      |          |                       |          | 金田龍之介、山田さくや、浅茅陽子、伍代夏子                                                 |                                  |
| 324 | 9月19日  | 良縁は忘れた頃にやってくる  |          |                       |          | 石原良純、長山洋子、野川由美子                                                             |                                  |
| 325 | 9月26日  | 大豆は寝て待て              | 大豆     |                       |          | 細川俊之、清水大希、常盤祐貴、宮崎瑶希、高崎慶佑、滝杏里、由紀さおり                       |                                  |
| 326 | 10月3日  | 行きはよいよい 帰りは川止め |          |                       |          | 目黒祐樹、常盤祐貴、宮崎瑶希、林あさ美、由紀さおり                                         |                                  |
| 327 | 10月10日 | 指し物師策におぼれる        | 指し物   |                       |          | 太川陽介、藤あや子、由紀さおり                                                             |                                  |
| 328 | 10月17日 | 鯛は金なり                  | 鯛       |                       |          | 柄本明、三村ゆうな、宮崎瑶希、浅茅陽子、伍代夏子                                           |                                  |
| 329 | 10月24日 | 嘘八百八町                  | 深川芸者 | 滝大作                |          | 水野久美、石原詢子                                                                         |                                  |
| 330 | 10月31日 | 昔とった盃                  |          |                       |          | 宮崎瑶希、林あさ美、野川由美子                                                             |                                  |
| 331 | 11月7日  | もの言えば首筋寒し          |          |                       |          | 加藤武、篠田拓馬、宮崎瑶希、林あさ美、野川由美子                                           |                                  |
| 332 | 11月14日 | 古着は天下の回りもの        | 古着     |                       |          | 村井国夫、高畠華澄、常盤祐貴、宮崎瑶希、高崎慶佑、滝杏里、由紀さおり                       |                                  |
| 333 | 11月21日 | 江戸を訪ねて何千里          |          |                       |          | 北村和夫、宮崎瑶希、伍代夏子                                                               |                                  |
| 334 | 12月5日  | 押っつけっこ世に憚る        |          |                       |          | 太川陽介、篠田拓馬、斉藤暁、宮崎瑶希、石原詢子、野川由美子                                 |                                  |
| 335 | 12月12日 | 備えあれば憂いあり          | 借金     |                       |          | 加藤武、いとうまい子、宮崎瑶希、長山洋子、由紀さおり                                       |                                  |
| 336 | 12月19日 | 空を見て十を知る            |          |                       |          | 細川俊之、石原詢子、野川由美子                                                             |                                  |

特別番組
8月8日19:30に、「今夜はクイズ！お江戸でござる」を、NHK総合テレビジョンで放送。
- 解説・クイズ出題：杉浦日向子・田中優子・柳原一成
- 解答者：吉岡美穂・黛まどか・北川えり・ユンソナ・パンツェッタ・ジローラモ・パトリス・ルロワ・フランソワーズ・ヒロタ・盧思
- 出演：桜金造・前田吟・魁三太郎・重田千穂子・由紀さおり・竹下景子

### 2003年
メインメンバー：桜金造、重田千穂子、魁三太郎、前田吟
- 赤字は年間最高視聴率、青字は年間最低視聴率を示す。

| 回  | 放送日   | サブタイトル                            | テーマ       | 作         | 演出     | ゲスト（準レギュラー含む）                                                 | 備考                                               | 視聴率 |
| --- | -------- | --------------------------------------- | ------------ | ---------- | -------- | -------------------------------------------------------------------------- | -------------------------------------------------- | ------ |
| 337 | 1月9日   | 白米は口に遠し                          | 米           |            |          | 金田龍之介、高松あい、宮崎瑶希、由紀さおり                                 |                                                    | 11.3%  |
| 338 | 1月16日  | 鬼の目にも闇だ                          |              |            |          | 綿引勝彦、太川陽介、由紀さおり                                             |                                                    | 13.2%  |
| 339 | 1月23日  | 嘘から出た気苦労                        |              |            |          | 三浦浩一、篠田拓馬、宮崎瑶希、長山洋子、由紀さおり                         |                                                    | 15.2%  |
| 340 | 1月30日  | ツケの恩返し                            | ツケ・大福帳 | 廣岡豊     | 田中英治 | 村井国夫、宮崎瑶希、藤あや子、竹下景子                                     |                                                    | 14.1%  |
| 341 | 2月13日  | 武士と小人養い難し（前編）              | 敵討ち       |            |          | 風間杜夫、細川俊之、宮崎瑶希、由紀さおり                                   |                                                    | 13.1%  |
| 342 | 2月20日  | 武士と小人養い難し（後編）              | 敵討ち       |            |          | 風間杜夫、笹野高史、角替和枝、長山洋子、由紀さおり                         |                                                    | 11.9%  |
| 343 | 2月27日  | 眠らぬ者は久しからず                    |              |            |          | 細川俊之、松村雄基、宮崎瑶希、林あさ美、由紀さおり                         |                                                    | 13.1%  |
| 344 | 3月6日   | 失せ物探しのくたびれ儲け                |              |            |          | 水谷八重子、浅茅陽子、宮崎瑶希、伍代夏子                                   |                                                    | 11.7%  |
| 345 | 3月13日  | 盗っ人にも三分の情                      |              |            |          | 加藤武、宮崎瑶希、石原詢子、竹下景子                                       |                                                    | 13.3%  |
| 346 | 4月3日   | 馬琴日記より①「傑作は一日にして成らず」 | 滝沢馬琴     |            |          | 江守徹、水野久美、篠田拓馬、浅茅陽子、宮崎瑶希、石原詢子                   |                                                    | 11.6%  |
| 347 | 4月10日  | 馬琴日記より②「花は桜木 孫は武士」      | 滝沢馬琴     |            |          | 江守徹、左とん平、角替和枝、篠田拓馬、藤あや子                             |                                                    | 11.9%  |
| 348 | 4月17日  | すまじきものは武家仕え                  |              |            |          | 波乃久里子、篠田拓馬、宮崎瑶希、由紀さおり                                 |                                                    | 14.3%  |
| 349 | 4月24日  | 闇夜に小判                              |              |            |          | 綿引勝彦、いとうまい子、宮崎瑶希、伍代夏子、竹下景子                       |                                                    | 11.4%  |
| 350 | 5月15日  | 悪運身につかず                          |              |            |          | 笹野高史、宮崎瑶希、長山洋子、竹下景子                                     |                                                    | 10.4%  |
| 351 | 5月22日  | 胸突き八丁堀                            |              |            |          | 村井国夫、竜小太郎、宮崎瑶希、石原詢子、由紀さおり                         |                                                    | 10.2%  |
| 352 | 5月29日  | 茶碗立てれば武士立たず                  |              |            |          | 笹野高史、篠田拓馬、宮崎瑶希、由紀さおり                                   |                                                    | 11.8%  |
| 353 | 6月5日   | 塵も積もれば五万両（前編）              | 汚職・両替商 |            |          | 松村雄基、阿知波悟美、宮崎瑶希、坂本冬美、野川由美子                       |                                                    | 12.0%  |
| 354 | 6月12日  | 塵も積もれば五万両（後編）              | 汚職・両替商 |            |          | 松村雄基、石倉三郎、篠田拓馬、宮崎瑶希、坂本冬美、竹下景子、野川由美子     |                                                    | 11.2%  |
| 355 | 6月19日  | 幕末三千両                              | 新撰組       |            |          | 三浦浩一、多岐川裕美、宮崎瑶希、藤あや子、野川由美子                       |                                                    | 9.8%   |
| 356 | 6月26日  | 生みの親より他人の親                    |              |            |          | 綿引勝彦、太川陽介、宮崎瑶希、由紀さおり                                   |                                                    | 10.1%  |
| 357 | 7月3日   | へそ曲がりにつける薬なし                |              |            |          | 村井国夫、角替和枝、浅茅陽子、宮崎瑶希、石原詢子                           |                                                    | 12.2%  |
| 358 | 7月10日  | 月夜に腰を抜く                          |              |            |          | 加藤武、斉藤暁、浅茅陽子、林あさ美                                         |                                                    | 12.0%  |
| 359 | 7月17日  | いつも遊べば食うに困る                  |              |            |          | 金田龍之介、水谷八重子、宮崎瑶希、林あさ美                                 |                                                    | 9.9%   |
| 360 | 7月24日  | 夏も過ぎ行く二十六夜                    |              |            |          | 細川俊之、篠田拓馬、角替和枝、長山洋子、竹下景子                           |                                                    | 11.2%  |
| 361 | 7月31日  | 嘘つきは泥沼のはじまり                  |              |            |          | 金田龍之介、三浦浩一、谷本知美、宮崎瑶希、竹下景子                         |                                                    | 11.9%  |
| 362 | 9月4日   | 苦あれば薬あり                          | 薬・長崎屋   | 滝大作     | 小澤寛   | 村井国夫、水谷八重子、篠田拓馬、松金よね子、宮崎瑶希、坂本冬美、由紀さおり | 東京・国立劇場大劇場にて収録 （江戸開府400年記念） | 12.4%  |
| 363 | 9月11日  | 夢破れて山河あり                        | 鬼子母神     |            |          | 風間俊介、松金よね子、宮崎瑶希、伍代夏子、竹下景子                         |                                                    | 10.4%  |
| 364 | 9月18日  | 言うは易く信ずるは難し                  |              |            |          | いとうまい子、宮崎瑶希、石原詢子、野川由美子                               |                                                    | 13.3%  |
| 365 | 9月25日  | 石を見て十を知る                        | 盆石・漬物   | 廣岡豊     | 有田康雄 | ベンガル、太川陽介、宮崎瑶希、林あさ美、野川由美子                         |                                                    | 10.8%  |
| 366 | 10月2日  | 大凶は吉にかえる                        | 神・お参り   | 海老原靖芳 | 松崎浩   | 笹野高史、松村雄基、角替和枝、青野武（声のみ）、藤あや子                   |                                                    | 11.6%  |
| 367 | 10月9日  | 恋する者は藁をもつかむ                  | 恋・薬       |            |          | 金田龍之介、いとうまい子、長山洋子、野川由美子                             |                                                    | 13.2%  |
| 368 | 10月16日 | 知らぬが親分                            |              |            |          | 柄本明、角替和枝、宮崎瑶希、林あさ美、野川由美子                           |                                                    | 14.8%  |
| 369 | 10月23日 | 病は木から                              | 病気・木彫   | 中島新     | 松崎浩   | 熊倉一雄、松村雄基、浅茅陽子、宮崎瑶希、長山洋子                           | 原作：オー・ヘンリー「最後の一葉」                 | 9.5%   |
| 370 | 10月30日 | 人は身なりによらぬもの                  |              |            |          | 篠田拓馬、阿知波悟美、角替和枝、宮崎瑶希、由紀さおり                       |                                                    | 11.2%  |
| 371 | 11月6日  | 律儀者はもうたくさん                    |              |            |          | 風間杜夫、笹野高史、篠田拓馬、宮崎瑶希、坂本冬美、由紀さおり               |                                                    | 9.2%   |
| 372 | 11月13日 | 馬琴日記より③「焼け木杭に火がつかず」   |              |            |          | 江守徹、水野久美、由紀さおり                                               |                                                    | 9.4%   |
| 373 | 11月20日 | 馬琴日記より④「良薬猫に苦し」           | 薬           |            |          | 江守徹、水野久美、斉藤暁、宮崎瑶希、石原詢子                               |                                                    | 10.9%  |
| 374 | 11月27日 | 触らぬ手形に祟り無し                    | 死神・心づけ | 海老原靖芳 | 小澤寛   | 笹野高史、風間俊介、宮崎瑶希、伍代夏子、野川由美子                         |                                                    | 12.6%  |
| 375 | 12月4日  | 親子金いらず                            | 居候・履物   |            |          | 笹野高史、風間俊介、阿知波悟美、浅茅陽子、林あさ美                         |                                                    | 11.6%  |
| 376 | 12月11日 | 煤払いは三文の得                        | 煤払い       |            |          | 風間俊介、角替和枝、林あさ美、由紀さおり                                   |                                                    | 13.4%  |

（視聴率は関東地区・ビデオリサーチ社調べ）

### 2004年
メインメンバー：桜金造、重田千穂子、魁三太郎、前田吟
- 赤字は年間最高視聴率、青字は年間最低視聴率を示す。

| 回  | 放送日  | サブタイトル         | テーマ       | 作              | 演出   | ゲスト（準レギュラー含む）                                                         | 備考                             | 視聴率 |
| --- | ------- | -------------------- | ------------ | --------------- | ------ | ---------------------------------------------------------------------------------- | -------------------------------- | ------ |
| 377 | 1月8日  | めぐる門には福来たる |              |                 |        | 金田龍之介、中尾明慶、篠田拓馬、宮崎瑶希、長山洋子、竹下景子                       |                                  | 8.9%   |
| 378 | 1月15日 | ウソをもって嘘を制す | 長屋の付合い |                 |        | 風間俊介、角替和枝、松金よね子、宮崎瑶希、藤あや子                                 |                                  | 14.1%  |
| 379 | 1月22日 | 油断大敵 鬼憚る      | 厚木         |                 |        | 金田龍之介、笹野高史、風間俊介、篠田拓馬、坂本冬美、竹下景子                       | 神奈川県・厚木市文化会館にて収録 | 14.1%  |
| 380 | 1月29日 | 髪も休み休み結え     | 髪           |                 |        | いとうまい子、中村小百合、宮崎瑶希、坂本冬美、野川由美子                           |                                  | 15.6%  |
| 381 | 2月5日  | 蕎麦屋はかすがい     | 捨て子・初午 |                 |        | 細川俊之、風間俊介、角替和枝、宮崎瑶希、林あさ美                                   |                                  | 11.3%  |
| 382 | 2月12日 | いざ品川             | 品川         |                 |        | 阿知波悟美、角替和枝、今井耐介、由紀さおり                                         |                                  | 12.0%  |
| 383 | 2月19日 | 蟷螂にも斧           | 俳句・川柳   | 滝大作 井上頌一 |        | 笹野高史、風間俊介、宮崎瑶希、坂本冬美、竹下景子                                   |                                  | 13.7%  |
| 384 | 2月26日 | 稲荷が花             |              | 滝大作 井上頌一 |        | 笹野高史、阿知波悟美、宮崎瑶希、長山洋子                                           |                                  | 14.9%  |
| 385 | 3月4日  | 一見は百聞にしかず   | 口入れ屋     | 滝大作 井上頌一 |        | 風間俊介、篠田拓馬、阿知波悟美、角替和枝、伍代夏子、由紀さおり                     |                                  | 13.8%  |
| 386 | 3月11日 | 知らぬ顔の国兵衛     |              | 滝大作 井上頌一 |        | 村井国夫、中尾明慶、宮崎瑶希、石原詢子、由紀さおり                                 | 石川英輔が杉浦日向子の代役で出演 | 12.8%  |
| 387 | 3月18日 | 桜三月 勝負は後刻    | 花見・敵討ち | 滝大作          | 小澤寛 | 金田龍之介、細川俊之、太川陽介、風間俊介、豊藤美、宮崎瑶希、野川由美子、由紀さおり | 石川英輔が杉浦日向子の代役で出演 | 10.7%  |

（視聴率は関東地区・ビデオリサーチ社調べ）

## オリジナル・ソング
歌謡コーナーで「お江戸でござる　オリジナル・ソング」として歌われた曲。
初めて作られた番組オリジナルソングは坂本冬美の『さよなら小町』で、第46回で初めて披露された。
2000年9月にはソニーレコードから、CD・カセットテープ「NHK コメディーお江戸でござる オリジナル・ソング集」（「コメディーお江戸でござる オープニングテーマ」（作曲：藤野浩一）と、石原詢子・伍代夏子・藤あやこの楽曲を3曲ずつを収録）が販売された。
- 坂本冬美
夜桜お七（作詞：林あまり　作曲：三木たかし　編曲：若草恵） - この歌が番組内で「お江戸でござる オリジナルソング」と表記され始めたのは97年以降からであり、元々は番組オリジナルソングではなかった。
さよなら小町（作詞：林あまり　作曲：四方章人）
恋霞（作詞：三浦徳子　作曲:杉本眞人）
暮六ツ小町（作詞：遊なおこ　作曲：さくらなな）
すっぴん（作詞：麻こよみ　作曲：佐瀬寿一）
待ったなしだよ人生は（作詞：多野亮　作曲：四方章人）
- 藤あや子
み・れ・ん（作詞：吉田旺　作曲：山口ひろし）
艶姿…恋絵巻（作詞・作曲：小野彩）
恋夢語（作詞・作曲：小野彩）
恋しそうろう（作詞:いとう彩　作曲:小野彩）
そんなあんたに惚れたのさ（作詞:いとう彩　作曲:小野彩）
- 長山洋子
捨てられて（作詞：鈴木紀代　作曲：桧原さとし）
お江戸の色女（作詞：仁井谷俊也　作曲：影山時則）
桶屋の八っつぁん（作詞：鈴木紀代　作曲：石山勝章）
女の人生メロドラマ（作詞：鈴木紀代　作曲：宮下健治）
艶姿女花吹雪（作詞：吉岡治　作曲：市川昭介）
深川恋キツネ（作詞：小田めぐみ　作曲：樋口義高）
たまゆら（作詞：鈴木紀代　作曲：円広志）
- 伍代夏子
冬牡丹（作詞：吉岡治　作曲：弦哲也）
風待ち湊（作詞：たかたかし 作曲：聖川湧）
はまなす酒場（作詞：吉岡治　作曲：弦哲也）
お江戸チョイチョイ節（作詞：上田紅葉　作曲：四方章人）
満月（作詞：たきのえいじ　作曲：杉本眞人）
- 石原詢子
花暦（作詞：たきのえいじ　作曲：四方章人）
人恋しぐれ（作詞：里村龍一　作曲:水森英夫）
みれん酒（作詞：里村龍一　作曲:水森英夫）
おんなの涙（作詞：麻こよみ　作曲：岡千秋）
浜唄（作詞：たきのえいじ　作曲：岡千秋）
- 林あさ美
朝はきっと来る（作詞：鈴木紀代　作曲：岡千秋）
七色なみだ（作詞：麻こよみ　作曲：水森英夫）
これで人生ガッテンだ!（作詞：冬弓ちひろ　作曲：浅野佑悠輝）
- 由紀さおり
恋祭（作詞：市川睦月　作曲：玉置浩二）
花火がドンと…（作詞：阿久悠　作曲：井上大輔）
寄り道（作詞：秋元康　作曲：三木たかし）
あさきゆめみし（作詞・作曲：谷村新司）
サクラ（作詞・作曲：谷村新司）
- 瀬川瑛子
八百八町（作詞：秋元康　作曲：後藤次利）
- 田川寿美
おきゃん（作詞：吉田旺　作曲：鈴木淳）

## 放送時間
| 期間       | 期間       | 放送時間 （日本時間）         | 放送時間 （日本時間）                 | 放送時間 （日本時間）                 | 放送時間 （日本時間）                 |
| 期間       | 期間       | 本放送                        | 再放送                                | 再放送                                | 再放送                                |
| ---------- | ---------- | ----------------------------- | ------------------------------------- | ------------------------------------- | ------------------------------------- |
| 1995.03.30 | 1996.03.28 | （総合） 木曜日 20:00 - 20:40 | （BS2） 翌週木曜日 10:00 - 10:40      | -                                     | -                                     |
| 1996.04.04 | 1998.03.26 | （総合） 木曜日 20:00 - 20:45 | （BShi） 翌週以降月曜日 20:00 - 20:45 | （総合） 翌週以降火曜日 16:05 - 16:50 | （BShi） 翌週以降日曜日 17:00 - 17:45 |
| 1998.04.02 | 1999.03.25 | （総合） 木曜日 20:00 - 20:45 | （BShi） 翌週以降月曜日 20:00 - 20:45 | （総合） 翌週以降火曜日 16:15 - 17:00 | （BShi） 翌週以降日曜日 17:00 - 17:45 |
| 1999.04.01 | 2004.03.18 | （総合） 木曜日 20:00 - 20:45 | （総合） 翌週以降火曜日 16:15 - 17:00 | （BShi） 翌週以降水曜日 14:00 - 14:45 | （BShi） 翌週以降日曜日 18:00 - 18:45 |

## スタッフ
- 構成 - 井上頌一、滝大作、小澤寛、有田康雄、河合千春、布施卓哉、小林英章、町田麻美
- 脚本 - 廣岡豊、井上頌一、滝大作、海老原靖芳、清水東、大平昌秀、岡本螢、石原静雄、大橋泰彦、中島新
- 演出 - 吉田豊久、松井修平、鈴木克道、山之口明子、中池豪平、田中英治、石原静雄、小澤寛、羽田まどか、有田康雄、松崎浩、佐戸実、飯塚英寿
- コメディー監修 - 滝大作
- 音楽 - 藤野浩一
  - 演奏 - 数原晋、他
- 美術 - 丸山純也[注 5]、内藤政市、小木浩嗣、鈴木利明[注 6]、室岡康弘[注 6] 、水速信孝、堀内裕、根井守、足立正美、小味山潤、土居京子、青地美里、小笠原稔和
- 技術 - 坂巻茂男、矢口達夫、根本義雄、八田野光司、高橋亮治、鈴木勝吉、柏木茂、濱㟢渉、新条茂生、斎藤広二、野沢隆仁
- 撮影 - 塩谷貞夫、八田野光司、斉藤孝造、小野寺正伸、西尾浩一、大和田裕美子、後藤祥子
- 照明 - 堀川昌市、鶴宮政行、金沢政史、戸出英治、福嶋秀、木村薫、金丸満、縄田徹、中西忠義、奥田一彦、竹市光男、佐藤昌美、白井弘樹、矢藤達史郎、岩田研二、打越裕次
- 音声 - 菊池威夫、前田勝己、高田秀一、岡本康裕、榎原秋弘、高瀬良一、竹原浩之、下田豊、遠藤博之、吉澤正道、小幡一嘉
- 映像技術 - 柴田智英、市岡直人、水梨知也、谷哲夫、小笹博志、橋本潤、池上誠喜、野村秋彦、平片賢一、小菅竜良、羽柴卓矢、鈴木恒誉、三山隆浩、阿部徳太郎、長野英文、国友秀光、佐川友介、山下輝良、山口千恵、鈴木恒誉、渡辺和夫
- 制作統括 - 川口和孝、荘加満、藪下眞宏、阿部豊、荒牧守、高木芳和、栗原祐二郎
- 制作協力 - NHKエンタープライズ21（第65回以降）

## 受賞
- 第6回橋田賞（1998年）
- 第26回伊藤熹朔賞・テレビ部門（1998年）

## 番組終了後の再放送・配信

### 再放送
- 2007年6月24日から、CS・ファミリー劇場にて再放送が開始、95年と96年の放送回からセレクトされた52回分が2010年6月30日までの3年間に渡って放送された。画質は4:3のSDで放送。

- 2011年4月5日から、CS・チャンネル銀河にて、96年中旬の放送回からセレクトされた10回分が、再放送としては初の16:9のHDで放送された。以下は再放送された回。

| 再放送日      | 回 | サブタイトル               |
| ------------- | -- | -------------------------- |
| 2011年 4月5日 | 46 | 初物食いの銭失い           |
| 4月12日       | 50 | 博打も泣かずば打たれまい   |
| 4月19日       | 51 | 義理と人情と江戸紫         |
| 4月26日       | 52 | 潮干狩りは三文の得         |
| 5月10日       | 53 | 庭師の恋も真実から         |
| 5月17日       | 54 | 礼儀が通れば道理が引っ込む |
| 5月24日       | 56 | 深川女の深情け             |
| 5月31日       | 58 | 苦しい時の雨頼み           |
| 6月7日        | 59 | 魚心あれば釣り心           |
| 6月14日       | 61 | 年はとっても物盗るな       |

- 2019年8月24日から11月30日まで、CS・時代劇専門チャンネルにて、95年の放送回からセレクトされた15回分が放送された。画質は16:9のHDで放送。更に同年12月30日から2020年1月3日までの年末年始には、連日でリピート放送も行われた。以下は再放送された回。

| 再放送日       | 回 | サブタイトル                     |
| -------------- | -- | -------------------------------- |
| 2019年 8月24日 | 2  | 紙は天下の回り物                 |
| 8月31日        | 4  | 人情にまさる良薬なし             |
| 9月7日         | 5  | 目には青葉 山ほととぎす 人は見栄 |
| 9月14日        | 6  | 世は情け 無尽のくじ引き          |
| 9月21日        | 9  | 情けは恋の為ならず               |
| 9月28日        | 10 | なまりは江戸の約束手形           |
| 10月5日        | 15 | 泣き面にケチ                     |
| 10月12日       | 17 | 恐れ入谷の朝顔侍                 |
| 10月19日       | 19 | とらぬ相撲の皮算用               |
| 10月26日       | 20 | 時は鐘なり                       |
| 11月2日        | 22 | 心中は洒落本よりも奇なり         |
| 11月9日        | 23 | 祭りの山車も酒しだい             |
| 11月16日       | 25 | 先んずれば井戸を制す             |
| 11月23日       | 27 | 娘義太夫評判記                   |
| 11月30日       | 28 | 売れぬ日記の皮算用               |

- 2019年10月3日から10月31日まで、NHK BSプレミアムにて、『コメディーお江戸でござる 傑作選』として、2003年下旬の放送回からセレクトされた5回分が放送された。画質は16:9のHDで放送[注 7]。2000年代の放送回が再放送されるのは今回が初である。以下は再放送された回。

| 再放送日       | 回  | サブタイトル         |
| -------------- | --- | -------------------- |
| 2019年 10月3日 | 362 | 苦あれば薬あり       |
| 10月10日       | 365 | 石を見て十を知る     |
| 10月17日       | 366 | 大凶は吉にかえる     |
| 10月24日       | 369 | 病は木から           |
| 10月31日       | 374 | 触らぬ手形に祟り無し |

2024年現在、テレビ放送で1997年 - 2002年、2004年の放送回が再放送されたことは1度も無い。

### ネット配信
- 2009年にはNHKオンデマンドの「特選ライブラリー」にて、初のネット配信が行われた。現在は配信終了。以下は配信された回。

| 回  | サブタイトル         |
| --- | -------------------- |
| 3   | 親しき仲にも質草あり |
| 38  | 犬の居ぬ間に洗濯     |
| 284 | 嘘から出た幽霊       |

2024年現在、ネット配信は一切行われていない。

## 映像の一般公開
2022年現在、日本各地の放送局など52箇所に設置されているNHK番組公開ライブラリーと、神奈川県横浜市の横浜情報文化センター内にある、放送ライブラリーにて本番組の映像が一般公開されている。以下は両施設で視聴可能の回。
| パイロット版 | パイロット版                | パイロット版            |
| 回           | サブタイトル                | 公開施設                |
| ------------ | --------------------------- | ----------------------- |
| 1            | なし                        | 放送ライブラリー        |
| レギュラー版 |                             |                         |
| 回           | サブタイトル                | 公開施設                |
| 1            | 花より談合 今も昔もかわら版 | 放送ライブラリー        |
| 3            | 親しき仲にも質草あり        | NHK番組公開ライブラリー |
| 38           | 犬の居ぬ間に洗濯            | NHK番組公開ライブラリー |
| 111          | 運は天下の回り物            | NHK番組公開ライブラリー |
| 179          | 五十年 ひとむかし           | NHK番組公開ライブラリー |
| 192          | 壺をめぐりて夜もすがら      | NHK番組公開ライブラリー |
| 221          | 一寸の虫にも少しの魂        | NHK番組公開ライブラリー |
| 264          | 情けが仇のひな人形          | NHK番組公開ライブラリー |
| 284          | 嘘から出た幽霊              | NHK番組公開ライブラリー |

## 関連商品
- 杉浦日向子 監修、深笛義也 構成「お江戸でござる - 現代に活かしたい江戸の知恵」ワニブックス、2003年8月 ISBN 4-8470-1518-5

「杉浦日向子のおもしろ江戸ばなし」を再構成してまとめたもの。
- 杉浦日向子 監修「お江戸でござる」新潮社 新潮文庫、2006年6月 ISBN 978-4-10-114920-2

上記の書籍の文庫版。
- 滝大作「小説 お江戸でござる」PHP研究所、2011年6月 ISBN 978-4-569-79788-5

脚本家によって書かれた短編小説20編。
- 「NHK コメディーお江戸でござる オリジナル・ソング集」ソニーレコード、2000年9月 SRCL-4925

番組オープニングテーマと、歌謡コーナーの番組オリジナルソング10曲を収録したCD。
- 「NHK コメディーお江戸でござる オリジナル・ソング集」ソニーレコード、2000年9月

上記商品のカセットテープ版。